# Collection Khalili d'art islamique
La Collection Khalili d'art islamique est l'une des plus vastes et prestigieuses collections privées consacrées à l'art islamique au monde. Elle fait partie des huit collections constituées, conservées, publiées et exposées par le professeur Nasser David Khalili, collectionneur, philanthrope et érudit d’origine irano-britannique, et dont chacune de ces collections est considérée comme l’une des plus importantes dans son domaine. La collection d'art islamique comprend 28 000 objets retraçant l’histoire de l’art islamique sur une période de près de 1 400 ans, de l’an 700 jusqu’à la fin du XXe siècle,,,,,,.
Des expositions exclusivement consacrées à cette collection ont été organisées à l’Art Gallery of New South Wales de Sydney, à l’Institut du Monde Arabe à Paris, à la Nieuwe Kerk d’Amsterdam, ainsi que dans de nombreux autres musées et institutions à travers le monde. Une exposition présentée en 2008 à l’Emirates Palace d’Abou Dabi a été, à l’époque, la plus grande exposition d’art islamique jamais organisée.
Le Wall Street Journal a qualifié cette collection de plus grande collection d’art islamique existante. Selon Edward Gibbs, président pour le Moyen-Orient et l’Inde chez Sotheby's, il s’agit de la meilleure collection de ce type détenue par un particulier.

## Histoire
Installé au Royaume-Uni et originaire d’Iran, Nasser David Khalili a constitué huit collections d’art distinctes, chacune étant considérée comme l’une des plus importantes dans son domaine. Ensemble, ces collections rassemblent 35 000 objets. Il a commencé à collectionner l’art islamique en 1970. Les collections privées se concentrent généralement soit sur l’acquisition de séries complètes d’objets, soit sur la sélection de pièces d’une qualité esthétique exceptionnelle ; la collection de Khalili combine ces deux approches. La collection d’art islamique est l’une des deux collections axées sur l’islam, aux côtés de la Collection Khalili du Hajj et des arts du pèlerinage. Des émaux islamiques figurent également dans la Collection Khalili des émaux du monde. En collectionnant l’art islamique, Khalili a découvert la damasquinure, une technique où des décorations en or ou en argent sont incrustées dans une surface de fer ; cela l’a conduit à constituer une Collection Khalili des objets métalliques damasquinés espagnols
En plus de collecter, conserver, publier et exposer ces œuvres, Khalili a financé la création d’un centre de recherche en art islamique à l’Université d’Oxford,, ainsi que la première chaire universitaire dans cette discipline, à la School of Oriental and African Studies (SOAS) de Londres. Il est également l’auteur d’une histoire de l’art et de l’architecture islamiques publiée en quatre langues. Khalili a décrit l’art islamique comme « l’art le plus beau et le plus diversifié ». Il affirme vouloir utiliser l’art et la culture « pour créer une bonne entente entre l’Occident et le monde musulman ».

## Aperçu de la collection
En plus de copies du Coran, de manuscrits rares et illustrés, la collection comprend des albums et des peintures, des miniatures, des objets en laque, des céramiques, du verre et du cristal de roche, des œuvres en métal, des armes et des armures, des bijoux, des tapis et des textiles, plus de 15 000 pièces de monnaie ainsi que des éléments architecturaux. Elle renferme également des folios de manuscrits ornés de miniatures persanes, dont le Grand Shah Nameh de Shah Tahmasp, le Shâh Nâmeh Demotte et le plus ancien manuscrit d’histoire universelle, le Jami al-tawarikh.
Parmi les armes et armures figure une selle en or du XIIIe siècle datant de l’époque de Gengis Khan.
La collection de céramiques, qui compte environ 2 000 pièces, est particulièrement riche en poteries bleues et blanches de l’époque timouride ainsi qu’en poteries antérieures aux Mongols provenant de Bamiyan. La collection de bijoux comprend plus de 600 bagues. Environ 200 objets sont liés à la science et à la médecine islamiques médiévales, notamment des instruments astronomiques pour déterminer la qibla (direction de La Mecque), des outils, des balances, des poids et des « bols magiques » destinés à un usage médical. Parmi ces instruments scientifiques, on trouve un globe céleste fabriqué en 1285–1286 et un astrolabe du XVIIe siècle commandé par l’empereur moghol Shah Jahan.

## Objets de la collection

### Corans
La collection de corans complets et de folios individuels comprend 98 manuscrits datant d’avant l’an 1000 apr. J.-C., 56 datant de la période allant de 1000 à 1400, 60 entre 1400 et 1600, et plus de 150 postérieurs à 1600.
L’historien Robert Irwin a décrit cette collection comme « l’une des plus vastes et des plus représentatives de manuscrits coraniques au monde », et elle constitue la plus grande collection privée.
Parmi les objets les plus anciens de la collection figurent des exemplaires complets conservant encore leur reliure d’origine. La collection comprend également un folio individuel provenant du Codex Parisino-petropolitanus, l’un des plus anciens manuscrits coraniques encore existants.
On y trouve deux folios du Coran bleu du Xe siècle, le seul Coran subsistant réalisé sur vélin teint à l’indigo,.
Une section d’un Coran du XIIIe siècle porte la signature du calligraphe Yaqut al-Musta'simi, considéré comme l’un des plus grands maîtres de la calligraphie coranique classique.
Un Coran exceptionnellement grand en un seul volume, daté de 1552 apr. J.-C., faisait partie de la bibliothèque impériale moghole sous les règnes d’Aurangzeb et de Bahâdur Shâh, dont il porte les sceaux. On pense qu’il a été commandé par le Tahmasp Ier.
Un Coran en un seul volume du XVIIIe siècle, œuvre du calligraphe Mahmud Celaleddin Efendi (en), a appartenu à la princesse ottomane Nazime Sultan (en).

### Manuscrits illustrés et miniatures
Les manuscrits illustrés de la collection comprennent des copies complètes ainsi que des folios détachés provenant d’Iran, d’Inde et de Turquie. On y trouve plusieurs exemplaires complets ou folios du Shahnameh (Livre des Rois), épopée nationale de l’Iran mêlant éléments historiques et mythologiques dans son texte et ses illustrations. Cela inclut dix folios illustrés du Grand Shah Nameh de Shah Tahmasp (vers 1520), quatre du Shahnameh Eckstein de la fin du XVIe siècle, et un parmi les 57 folios encore conservés du Shâh Nâmeh Demotte (vers les années 1330).
La collection comporte plusieurs exemplaires du Khamsé, qui rassemble cinq poèmes épiques. Un diwan du poète du XIVe siècle Hafez, daté de l’an 924 de l’hégire (1567–1568 apr. J.-C.), contient deux peintures enluminées. Parmi les nombreux folios détachés provenant d’Iran, notamment d’Ispahan au XVIIe siècle, figurent des œuvres de Reza Abbasi, Moïn Mosavver, Mohammad Zaman, Aliquli Jabbadar (en) et Shaykh 'Abbasi (en).
Un exemplaire du XVe siècle du Masnavi, poème du savant et mystique Rûmî, est enluminé à l’encre, à l’aquarelle et à l’or. Les folios du XVe siècle provenant de l'Empire ottoman incluent deux feuillets d’un Siyar-i Nabi (biographie du prophète Mahomet) commandé par le sultan Mourad III.
Certains folios proviennent d’ouvrages d’histoire dynastique ou universelle, notamment deux issus du plus ancien exemplaire illustré connu du Zafarnameh de Sharaf ad-Din Ali Yazdi, datant de 1436 apr. J.-C. On y trouve également une section du plus ancien manuscrit connu du Jami al-tawarikh, histoire universelle rédigée par Rashid al-Din ; l’autre partie survivante de ce manuscrit est conservée à la bibliothèque de l’université d'Édimbourg.
Une peinture issue du Padshahnama (en) (chronique du règne royal) représente Shah Jahan entouré de sa famille et de sa cour, assistant à un combat d’éléphants.
Parmi les 76 peintures indiennes de la collection, nombreuses sont celles commandées par les empereurs moghols. Elles incluent deux folios d’un Ramayana commandé par Akbar pour sa mère, ainsi qu’un folio du Hamzanama d'Akbar, grand manuscrit illustré du Hamzanama, également commandé par Akbar. La collection comprend également deux folios illustrés des Mémoires de Babur, fondateur de l’Empire moghol.

### Manuscrits divers
Parmi les autres manuscrits figure un exemplaire richement enluminé de la première partie de Al-Shifa bi Ta'rif Huquq al-Mustafa (en) (un commentaire détaillé sur la vie et le caractère de Mahomet), provenant de la cour royale marocaine du XVIIe siècle. Un manuscrit du Tuhfah al-Saʿdiyyah, un commentaire du traité médical Le Livre de la Loi concernant la médecine d’Ibn Sina, daté du XIVe siècle. Un diwan du poète Al-Mutanabbi datant également du XIVe siècle est enluminé selon les standards les plus élevés de l’époque.

### Calligraphie
Les 174 œuvres de calligraphie comprennent des hilyes (portraits verbaux du prophète Mahomet), des ijazat (licences autorisant leur détenteur à transmettre un savoir protégé), des muraqqa‘at (albums de calligraphie), et des siyah mashq (feuilles d'exercices calligraphiques). Les calligraphes incluent Yaqut al-Musta'simi, connu pour avoir affiné et codifié les six styles fondamentaux de la calligraphie en écriture arabe, ainsi que d'autres artistes influencés par lui, de même que les sultans Abdülmecid Ier et Mahmoud II. L’essentiel de la collection provient de l'Empire ottoman, entre le XVIIe siècle et le XIXe siècle. Un album de calligraphie contient des œuvres signées par des scribes au service de l’empereur moghol Aurangzeb.

### Arts du métal
Les 1 000 objets en métal de la collection couvrent une période allant du VIe siècle au début du XXe siècle. Ils proviennent de l’ensemble du monde islamique, en particulier d’Iran, de la Djazira (dans l’actuelle Syrie et l’Irak), ainsi que de l’Inde des XVIIᵉ et XVIIIᵉ siècles. Les objets incluent des bols, des brûle-parfums et des aiguières. Le laiton et le bronze sont des matériaux courants. Les métallurgistes de l’Iran des XIIᵉ et XIIIᵉ siècles fabriquaient des récipients et des brûle-parfums en forme d’oiseaux ou d’animaux, et la collection en conserve plusieurs exemples. Les décors des objets vont des motifs en arabesques aux inscriptions, en passant par l’art figuratif.
Bien qu’il soit rare, dans l’art métallique islamique, que les artistes signent ou datent leurs œuvres, plusieurs objets de la collection portent des signatures ou des dates. Certains portent également le nom de leurs commanditaires ; par exemple, un bol en laiton incrusté d’argent du XIVᵉ siècle porte le nom d’An-Nâsir Muhammad ben Qalâ'ûn, un sultan Mamelouk du Caire du XIIIᵉ siècle. Un coffret en laiton de la Djazira datant du début du XIIIᵉ siècle, richement incrusté d’argent, comporte quatre cadrans numériques ; ceux-ci faisaient partie d’une serrure à combinaison dont le mécanisme est aujourd’hui perdu.

### Bijoux
La collection de bijoux comprend près de 600 ornements personnels, plus de 600 bagues et 200 objets de luxe provenant des ateliers royaux de l’Empire moghol. Ensemble, il s’agit de la collection publiée la plus complète de bijoux islamiques. Les ornements incluent presque tous les types — des bracelets et amulettes aux boutons et broches — à partir du VIIe siècle. Ils sont décorés de pierres précieuses, d’émail ou de niellage. Les objets fatimides de la collection présentent le style de filigrane dit « corde et grain », caractéristique de l’Égypte ou de la Syrie. Les pièces mogholes incluent un rubis gravé aux noms des empereurs Shah Jahan et Jahangir. Une boîte de l’Inde moghole du XVIIe siècle est composée de 103 émeraudes gravées serties dans un cadre en or, surmonté d’un diamant facetté. La plupart des objets en or émaillé créés pour la cour moghole se trouvent aujourd’hui parmi les joyaux de la Couronne iranienne ou au musée de l’Ermitage en Russie; une exception est une boîte octogonale de la collection Khalili datant d’environ 1700. Un bol de narguilé du XVIIIe siècle, provenant du Mewar en Inde, est fait d’or avec une décoration en émail coloré. Un insigne, un collier et une étoile en or, constituant l’Ordre du Lion et du Soleil, sont ornés d’émaux et de pierres précieuses. Ils furent offerts par Fath Ali Chah Qadjar d’Iran au diplomate britannique John Macdonald Kinneir
Très peu de bagues islamiques avaient été documentées avant que Khalili ne publie sa collection de 618 pièces. Si certaines bagues sont purement décoratives, beaucoup d’autres servent de bagues-sceaux, tandis que d’autres encore portent des inscriptions religieuses destinées à protéger leur porteur,. L’historienne de l’art Marian Wenzel (en) s’est appuyée sur cette collection pour établir une typologie des bagues islamiques.

### Armement et armures
La collection d’armes et d’armures s’étend du VIIᵉ au XIXᵉ siècle. Elle comprend notamment des garnitures de ceintures indiquant le rang militaire, ainsi que plusieurs chanfreins (masques destinés à protéger la tête des chevaux). Deux ensembles de harnachements des XIIIᵉ et XIVᵉ siècles comprennent une selle complète en or,. Un masque de guerre en fer et acier du XVᵉ siècle est orné de gravures.
En décrivant le catalogue des armes et armures, James W. Allan, professeur d’art oriental à l’université d’Oxford, écrit : « L’éventail des pièces […] est tout à fait extraordinaire : un canon indien du XVIIᵉ siècle mesurant 1,8 mètre, des poignards turcs et persans aux manches et fourreaux émaillés d’une beauté saisissante, des garnitures en or pour une selle chinoise du Xᵉ siècle, un fer à cheval marocain, etc. ».

### Sceaux et talismans
Les sceaux et talismans sont au nombre de plus de 3 500, formant ainsi la plus grande collection de ce type au monde. Beaucoup sont montés en bagues ou en pendentifs, ou encore fixés sur des bases. Les matériaux utilisés incluent des métaux, des pierres précieuses ou semi-précieuses, ainsi que de l’argile. Ils portent des inscriptions de formules et textes religieux dans diverses langues, notamment l’arabe, le persan, l’hébreu, le turc et le latin. Les sceaux comportent les noms et titres des dignitaires qui les utilisaient. On y trouve notamment les sceaux du souverain du XIVᵉ siècle Qara Mahammad (en) ainsi que ceux des souverains safavides Tahmasp Ier et Chah Soleiman Ier. Le sceau du sultan ottoman Abdulaziz au XIXᵉ siècle représente son tughra (monogramme officiel) gravé dans le laiton.

### Textiles
La collection compte plus de 250 pièces textiles, dont des broderies, des tapis et des costumes, couvrant une période allant du VIe au XIXe siècle. Les tapis proviennent d’ateliers royaux répartis dans tout le monde islamique. Parmi les autres textiles figurent des brocarts d’or et des soieries tissées d’époque ottomane et safavide, ainsi que des pièces provenant de l’Inde moghole et de celle du sultanat de Delhi. Les costumes comprennent des châles du Cachemire, des chemises talismaniques et des manteaux en ikat. Au XVIe siècle, la cour ottomane utilisait des textiles européens comme robes d'honneur, avant de créer ses propres métiers à tisser afin de maîtriser la production. Certains textiles de la collection ont une vocation explicitement religieuse : un panneau de soie nord-africain répète des centaines de fois le nom d’Allah, et un tapis a été utilisé comme mihrab (niche de prière). Le Zulfikar, une épée à double lame que l’on dit avoir été prise lors de la bataille de Badr, est un motif qui apparaît sur deux bannières ottomanes.

### Objets laqués
Les objets laqués, au nombre de plus de 500, témoignent de l’évolution du laque islamique du XVe au XIXe siècle. Ils reflètent l’influence de la Chine à la période initiale, puis celle de l’art européen au XIXe siècle. Presque tous les peintres sur laque connus dans le monde islamique sont représentés dans la collection, aux côtés de certains artistes jusque-là inconnus. Parmi les plus célèbres figurent Mohammad Zaman et Mohammad Sadiq. L’écritoire laqué de Moïn Mosavver conservé dans la collection est la seule œuvre connue de ce type réalisée par l’artiste. Un écritoire du XIXe siècle, long de 30 centimetres, fut commandé par Mohammad Shah Qajar pour son officier Manuchehr Khan Gorji, en commémoration de la bataille de ce dernier contre les Bédouins. L’objet illustre la bataille à travers des scènes denses et en donne un récit en persan. Un coffret d’instrument du XVIIIe siècle représente l’Adoration des mages, et, sur l’autre face, une femme dans une pose héroïque.

### Arts de la céramique
Parmi les styles de céramique prisés dans le monde islamique figurent la céramique à lustre métallique (revêtue d’un fin film métallique), le sgraffito (où le décor est gravé dans l'engobe) et la céramique à décor sous glaçure. La collection de céramiques de Khalili, qui compte près de 2 000 pièces, est réputée particulièrement riche en poteries de l’époque timouride ainsi qu’en céramiques de Bamiyan antérieures aux invasions mongoles. Outre des bols, assiettes et vases, la collection comprend également des figurines ainsi que des carreaux décoratifs utilisés dans des édifices religieux ou civils. Elle contient la plus ancienne céramique datée connue d’Iran : une bouteille en céramique siliceuse signée, datée de 1139–1140. Parmi les pièces uniques figure un bol orné d’une représentation du Bouraq, une créature quadrupède censée avoir porté Mahomet de La Mecque à Jérusalem, puis jusqu’au paradis,. Les céramiques dites laqabi, profondément gravées et représentant souvent des animaux ou des oiseaux, sont illustrées dans la collection par un exemple syrien datant d’environ 1200 apr. J.-C. Les pièces du XVe siècle, provenant d’Iran et d’Asie centrale, témoignent des liens entre la céramique chinoise et islamique — une période peu représentée dans d’autres collections.

### Objets en verre
Plus de 300 objets de la collection illustrent l’histoire du verre islamique, remontant aux empires sassanide et byzantin. Au XIIIe et XIVe siècles, les verriers d’Égypte et de Syrie fabriquaient une verrerie richement décorée, émaillée et dorée, très recherchée à l’exportation ; la collection comprend plusieurs objets de cette période. Certaines pièces furent commandées par la cour mamelouke pour des mosquées, notamment une réalisée pour le sultan Az-Zâhir Sayf ad-Dîn Barquq au XIVe siècle, ornée de son rondel héraldique. Certains objets sont réalisés par soufflage dans un moule, et la collection est suffisamment abondante pour permettre la comparaison entre plusieurs pièces issues du même moule ou de moules similaires. D’autres groupes présentent des décors gravés ou peints au lustre métallique. Quatre objets complets sont décorés selon une rare technique de verre rayé et ont permis une nouvelle étude de ce procédé.

### Numismatique
Les 15 000 pièces en or, en argent et en cuivre de la collection proviennent de l’ensemble du monde islamique et couvrent une période allant de l’an 700 à 2000 de notre ère. Pour de nombreuses séries monétaires, la collection Khalili est plus riche et plus variée que toute autre. Elle comprend notamment une douzaine de pièces de la première émission nord-africaine de monnaies d’or arabo-latines, datant de 704 et 705, ainsi que des dinars d’or parmi les plus anciens.
Parmi les pièces plus tardives figure un dinar d’or unique du règne de l’empereur ilkhanide Musa Khan, ainsi que d’autres frappées sous le règne de l’empereur moghol Jahangir, portant des signes du zodiaque. Un dinar d’or datant de 697 constitue un exemple de la plus ancienne émission connue ne comportant que des inscriptions en arabe.

### Instruments scientifiques
Tout au long de l’histoire de l’islam, ses rites ont utilisé des procédés scientifiques pour déterminer la direction de La Mecque (la qibla) et pour fixer les heures des prières selon le calendrier lunaire. Environ deux cents objets de la collection concernent la science et la médecine dans le monde islamique médiéval, notamment des instruments astronomiques, des outils, des balances, des poids, ainsi que des objets supposés magiques à usage médical. Parmi les astrolabes, on trouve un exemplaire exceptionnellement grand commandé par le Shâh Jahân,, ainsi qu’un rare astrolabe comportant des inscriptions en hébreu, datant d’environ 1300.
La collection possède aussi l’un des plus importants ensembles de globes islamiques, de formes et d’époques variées. L’un d’eux, fabriqué en 1285–1286, est parmi les plus anciens connus. On y trouve également des quadrants en bois et en métal.
Enfin, les coupes magiques de guérison, souvent gravées de versets du Coran et d’autres inscriptions, étaient communes dans le monde islamique à partir du XIIe siècle. La collection présente un exemple syrien du XIIe siècle, réalisé pour le souverain Nur ad-Din, avec une inscription promettant la guérison de tout poison ou maladie à quiconque boit dans cette coupe,.

### Éléments architecturaux
Les éléments architecturaux et les pierres tombales de la collection datent du XIIIe au XIXe siècle. Ils comprennent des carreaux de céramique provenant de l’Ilkhanat iranien, de l’Espagne du XVe siècle, et de Multan aux XVIIIe et XIXe siècles. Les pierres tombales sont d’origines et de matériaux variés, incluant une stèle sculptée et calligraphiée, haute de près de 2 mètres, provenant du nord de l’Inde. Une pierre tombale en marbre tunisien datant de 1044, ornée d’inscriptions en kufique, mesure plus d’un mètre de haut. Un cénotaphe en bois sculpté, daté de 1496–1497, provenant d’un sanctuaire de la région caspienne en Iran, porte la signature de l’artisan ainsi que les noms des donateurs. Les palais royaux étaient parfois décorés de sculptures en pierre ; la collection comprend des têtes sculptées issues de deux exemples : une tête en calcaire datant du VIIIe ou IXe siècle témoigne de l’influence des représentations bouddhistes des bodhisattva. La collection inclut également des jali (grilles de fenêtres en grès sculpté) ainsi qu’un ensemble de sculptures en marbre provenant de Ghazni dans l’Afghanistan actuel.

## Importance
Le Wall Street Journal a affirmé que la collection de Khalili est la plus grande collection d’art islamique existante.
Selon Edward Gibbs, président pour le Moyen-Orient et l’Inde chez Sotheby's, il s’agit de la meilleure collection de ce type détenue par un particulier.
L’historien de l’astronomie David A. King a écrit : « Beaucoup de ces objets [...] sont des œuvres d’une beauté considérable, parfois exceptionnelle, qu’il s’agisse de manuscrits enluminés ou d’œuvres scientifiques d’art. ».
Dans Saudi Aramco World, Tahir Shah (en) a décrit la collection de Khalili comme la plus vaste au monde dans son domaine, ainsi que la mieux cataloguée : « Elle couvre pratiquement tous les domaines de l’artisanat jamais pratiqués dans les terres de l’islam, ce qui est sans précédent. ».

## Activités

### Expositions
Cette collection a servi de base, en 2008, à la première exposition d’art islamique d’envergure organisée au Moyen-Orient, au Palais des Émirats à Abou Dabi. Il s’agissait également de la plus grande exposition d’art islamique jamais présentée à cette date,. Des expositions exclusivement issues de cette collection ont été organisées à l'Art Gallery of New South Wales à Sydney, à l'Institut du monde arabe à Paris et à la Nieuwe Kerk d’Amsterdam, ainsi que dans de nombreux autres musées et institutions à travers le monde.
Une étude universitaire consacrée à l’exposition Arts of Islam, tenue à l’Art Gallery of New South Wales en 2007, indique que Khalili a pris en charge les frais de transport et d’assurance, tout en prêtant gratuitement les objets. Il a également participé à la conception curatoriale de l’exposition. La majorité des œuvres exposées relevaient de l’art séculier, et la présentation mettait l’accent sur leur valeur artistique plutôt que sur leur message religieux. Les expositions soulignent les liens entre les religions abrahamiques, mettant en avant des œuvres créées par des Juifs et des Musulmans collaborant, ainsi que des pièces représentant des figures issues des trois traditions religieuses.
Depuis les années 1990, des œuvres de la collection Khalili ont été présentées dans de nombreuses expositions internationales, souvent itinérantes. Parmi les plus notables figure Empire des sultans : l’art ottoman de la collection Khalili, une vaste exposition consacrée à l’art de l’Empire ottoman, accueillie par une quinzaine d’institutions en Europe, au Moyen-Orient et en Amérique du Nord entre 1995 et 2004.
La collection a également été à l’honneur dans Merveilles de l’Orient., consacrée aux peintures mogholes, et dans Ornements de la Perse, qui explore l'influence des motifs islamiques dans l’Europe du XIXe siècle.
En 2007, l’exposition Les arts de l'Islam a été présentée à Sydney, puis au Palais des Émirats à Abou Dabi en 2008 — devenant la première grande exposition d’art islamique tenue au Moyen-Orient — avant de rejoindre l’Institut du monde arabe à Paris en 2009.
Enfin, La passion de la perfection, organisée en 2010–2011 à Amsterdam, mettait en valeur l’excellence artistique des pièces islamiques de la collection.

### Publications
Khalili emploie une équipe de production et a fait appel à plus de 30 spécialistes universitaires pour documenter sa collection dans une série de 30 volumes, dont il a financé la publication,. Chaque volume contient des recherches académiques sur les objets de la collection ainsi que des essais sur l’art islamique destinés au grand public.
Le rédacteur en chef de la série est Julian Raby, ancien maître de conférences à l’université d’Oxford et directeur de la Freer Gallery of Art. Parmi les autres contributeurs figurent Sheila Blair, professeure d’art islamique et asiatique au Boston College ; François Déroche du Collège de France ; Geoffrey Khan de l’université de Cambridge ; et J. M. Rogers du School of Oriental and African Studies.
Khalili, titulaire d’un doctorat sur les laques islamiques obtenu à la SOAS, est lui-même co-auteur du volume consacré aux laques de la collection.
Une critique a salué la série en affirmant que chaque volume « est réalisé selon des standards rarement atteints dans ce domaine de l’histoire de l’art [...] et repose sur une érudition solide fournie par des spécialistes reconnus ».
En commentant les premiers volumes, Robert Irwin a jugé la production « d’un niveau réellement exceptionnel. Les catalogues sont, en un sens, des œuvres d’art à part entière ».
Les monographies de la série Studies in the Khalili Collection présentent des recherches sur des objets issus de la collection d’art islamique.

### Prêts aux institutions muséales et galeries d’art
« Beauté terrestre, art céleste : l’art de l’Islam », une exposition d’objets issus de la collection islamique et du Musée d’État de l’Ermitage, a été présentée aux lieux suivants  :
- Nieuwe Kerk, Amsterdam, de décembre 1999 à avril 2000
- Musée d’État de l’Ermitage, Saint-Pétersbourg, 2000 – septembre 2001
- Hermitage Rooms, Somerset House, Londres (sous le titre « Le paradis sur terre : art des terres d’Islam – Sélection d’objets de la Collection Khalili et du Musée d’État de l’Ermitage »), de mars à août 2004.

### Numérisation
Pour le jeu vidéo « Assassin’s Creed Mirage » sorti en 2023, les Khalili Collections ont été l’une des quatre institutions partenaires à fournir des images pour la base de données éducative du jeu. Un astrolabe et une statuette représentant un chameau et son cavalier, issus de la Collection d'art islamique Khalili, comptaient parmi les objets utilisés pour illustrer le cadre du jeu situé dans le Bagdad du IXe siècle,.
Des images issues de la collection sont également diffusées sur Wikipédia et les plateformes associées, ainsi que sur Google Arts & Culture.

## Galerie

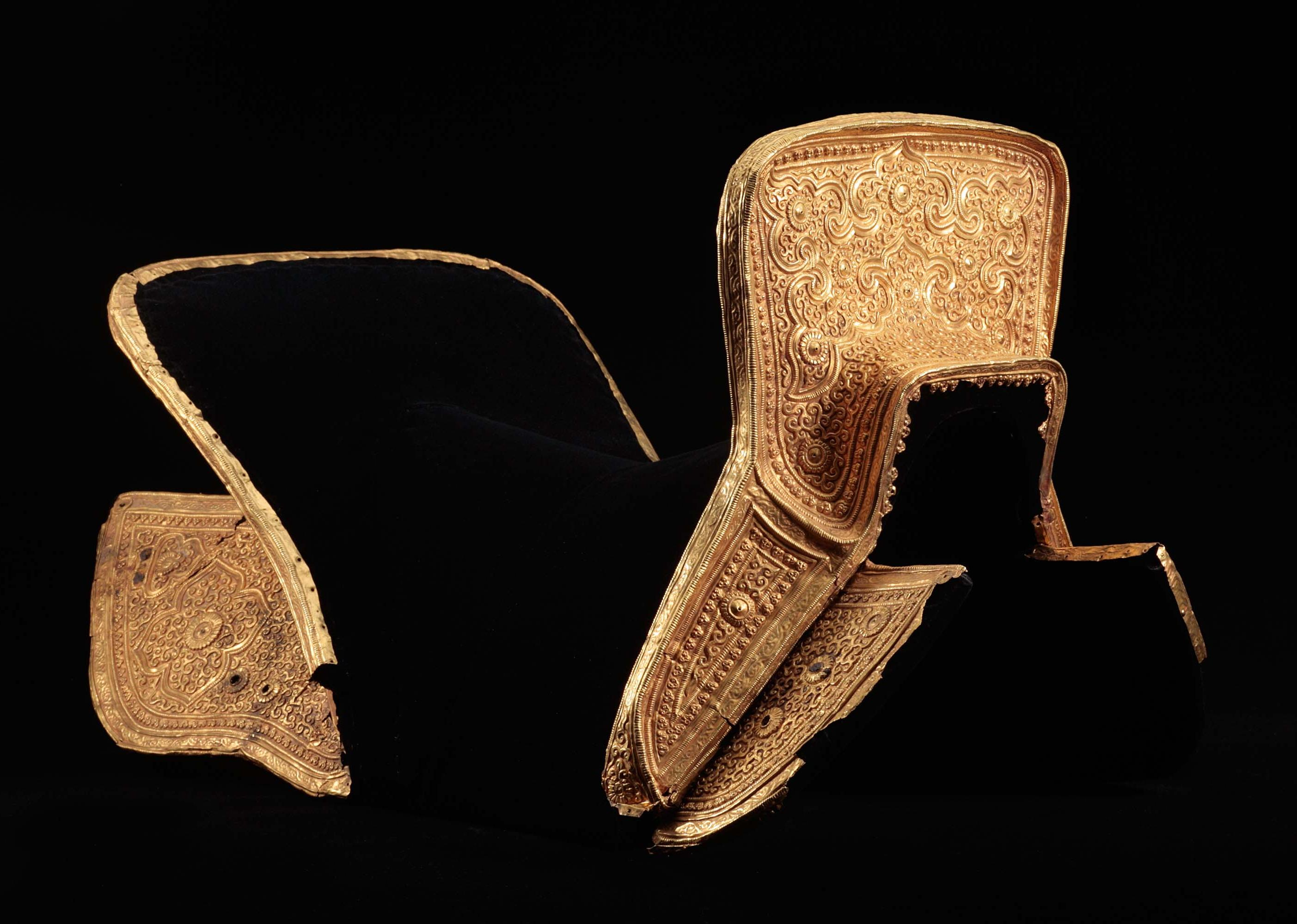
Éléments de selle et harnachement de cheval, Asie centrale ou frontières occidentales de la Chine, vers 1200
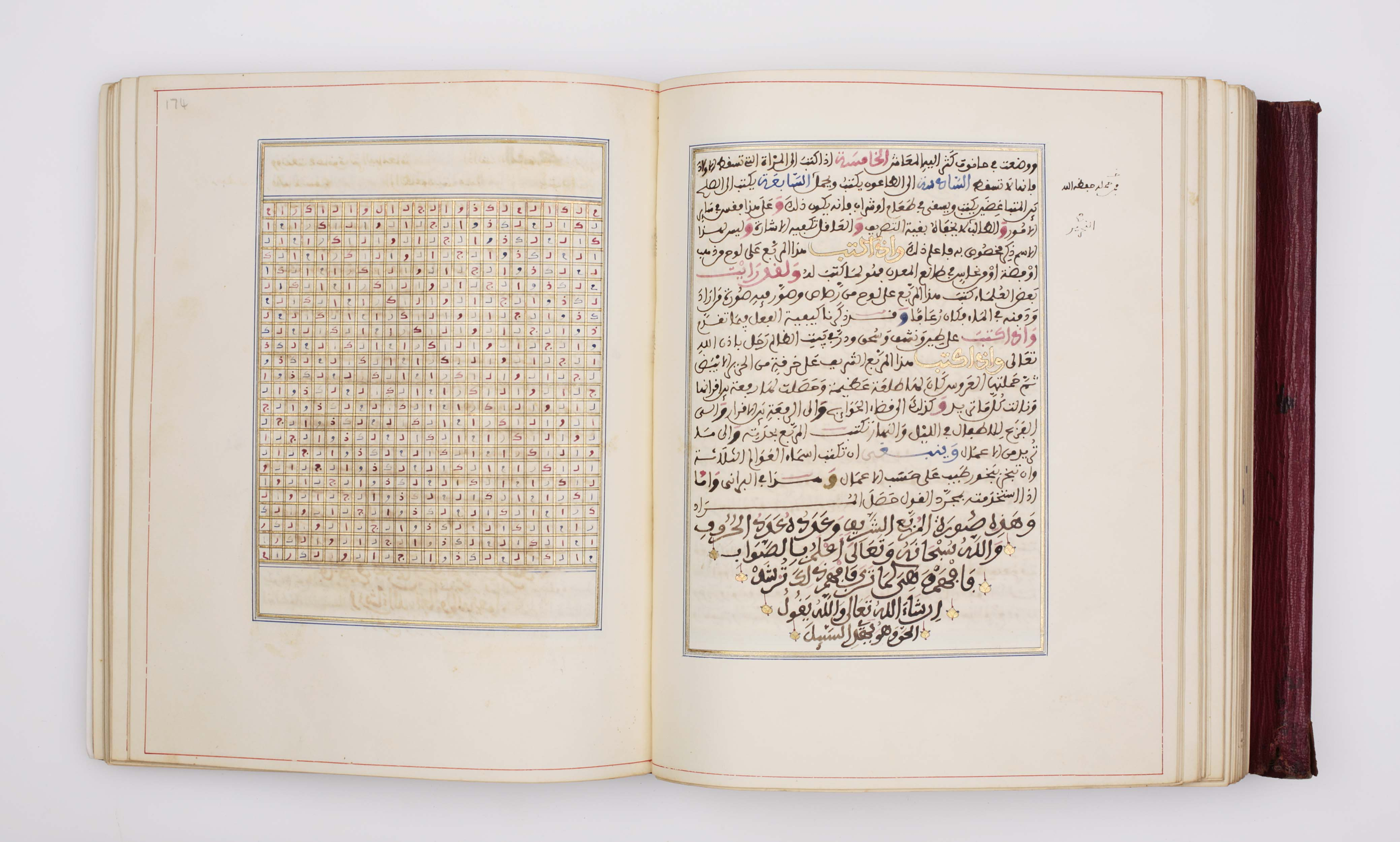
Un manuscrit algérien Shams al-Ma'arif al-Kubra, d'Ahmad al-Buni, datant de 1868
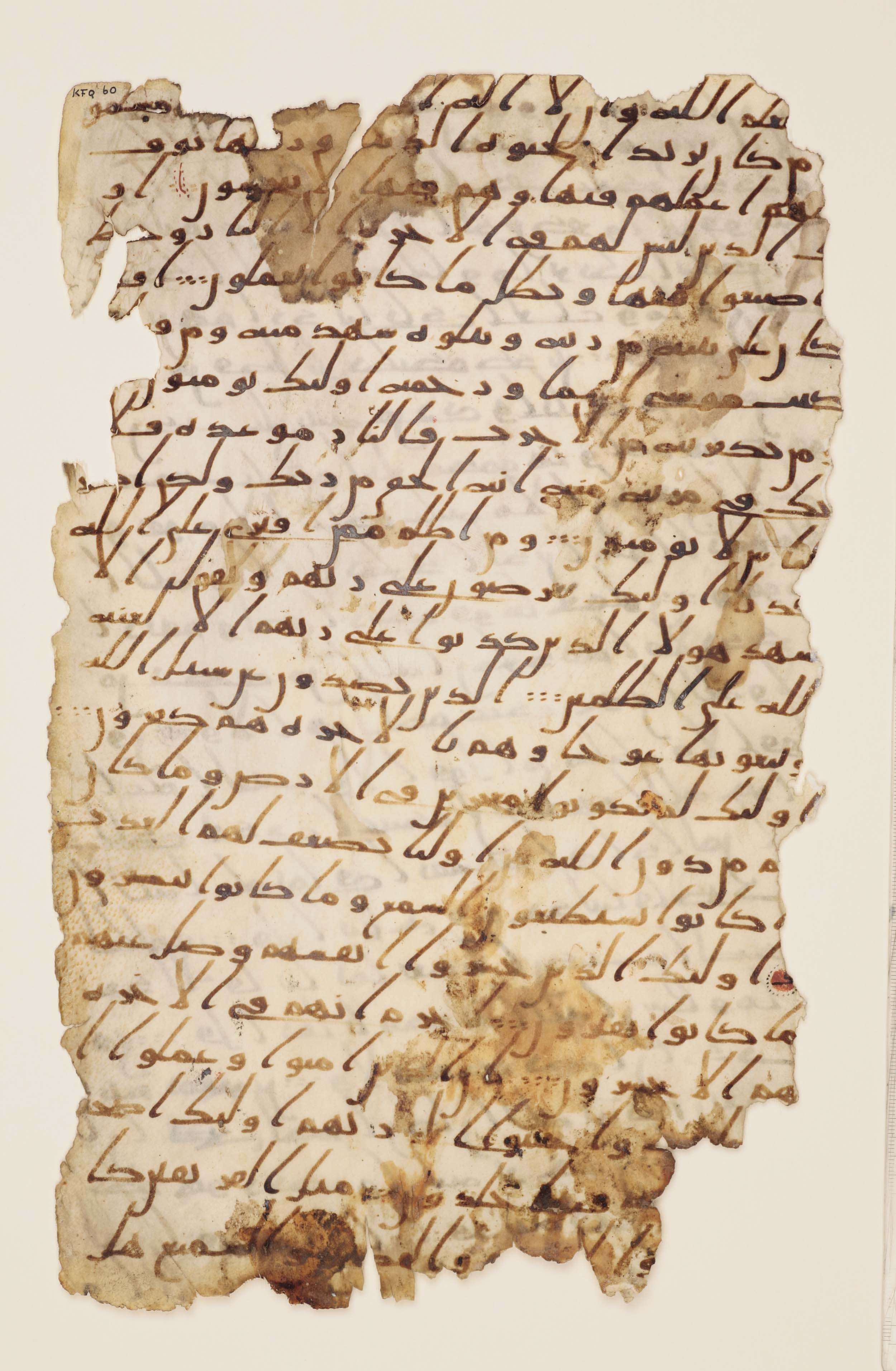
Folio isolé du Codex Parisino-petropolitanus, l’un des plus anciens manuscrits du Coran
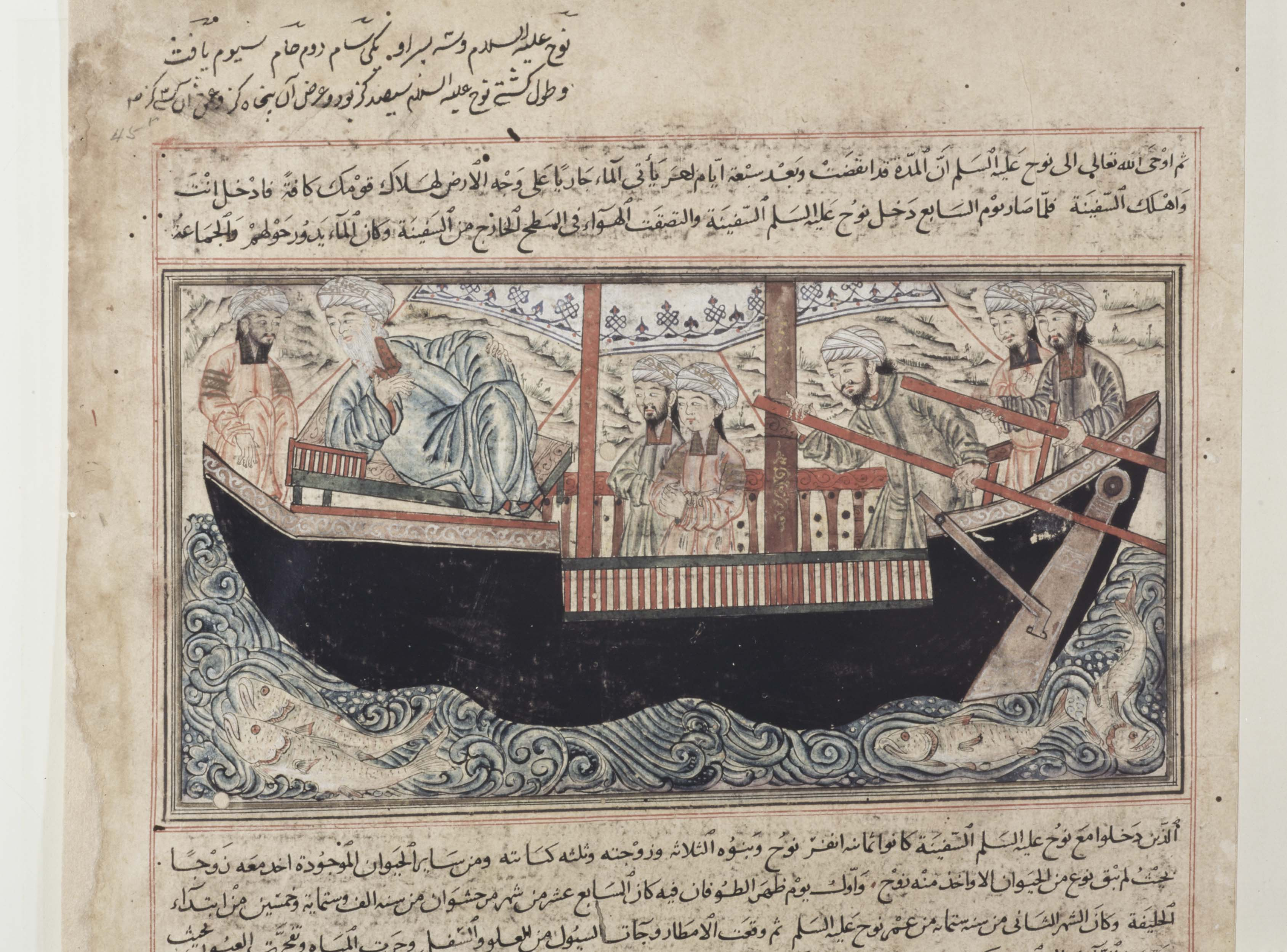
L'Arche de Noé, extrait du Jami al-tawarikh de Rashid al-Din, Tabriz, 1314–1315
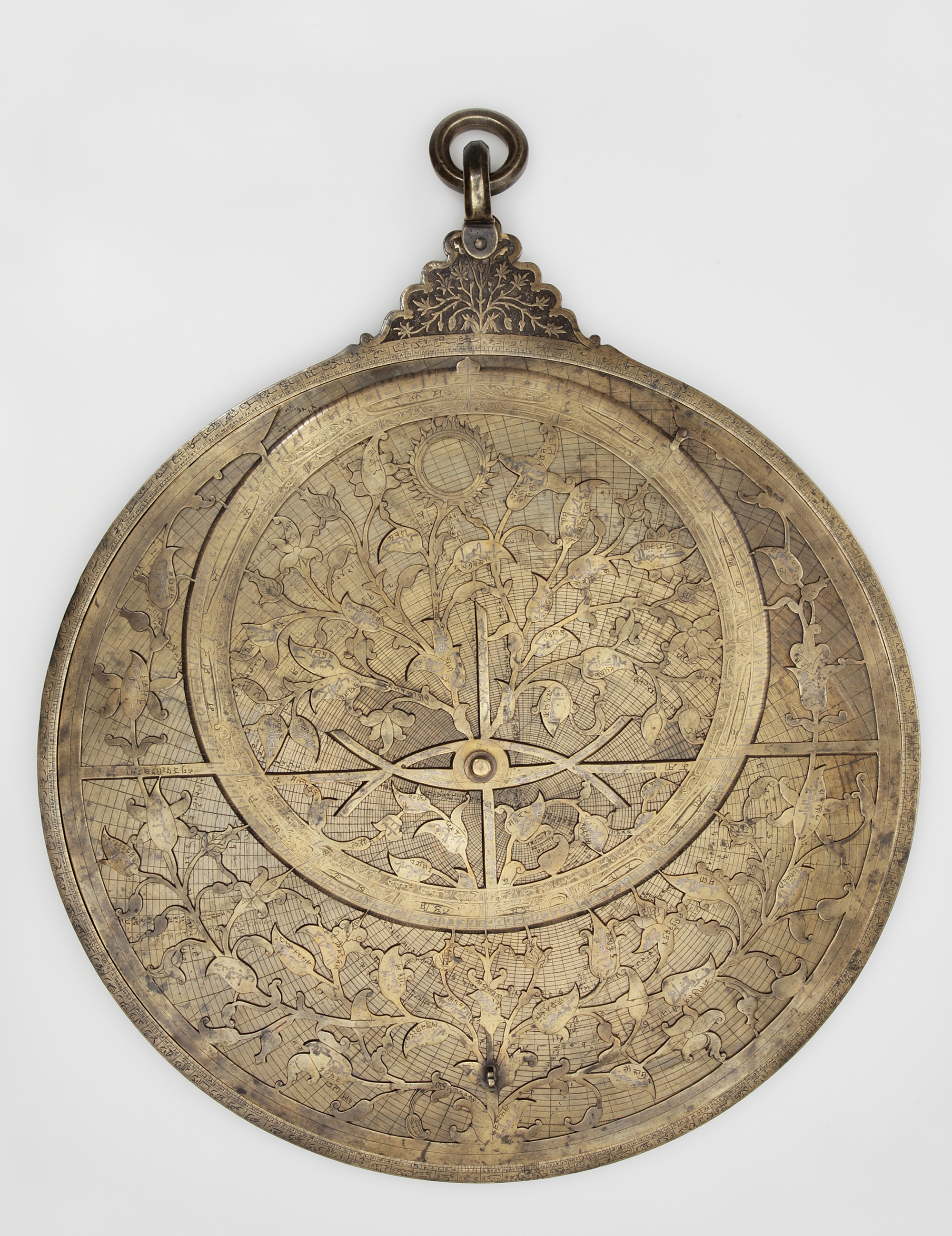
Astrolabe planisphérique monumental fabriqué pour Shah Jahan, Pendjab, 1648–1658
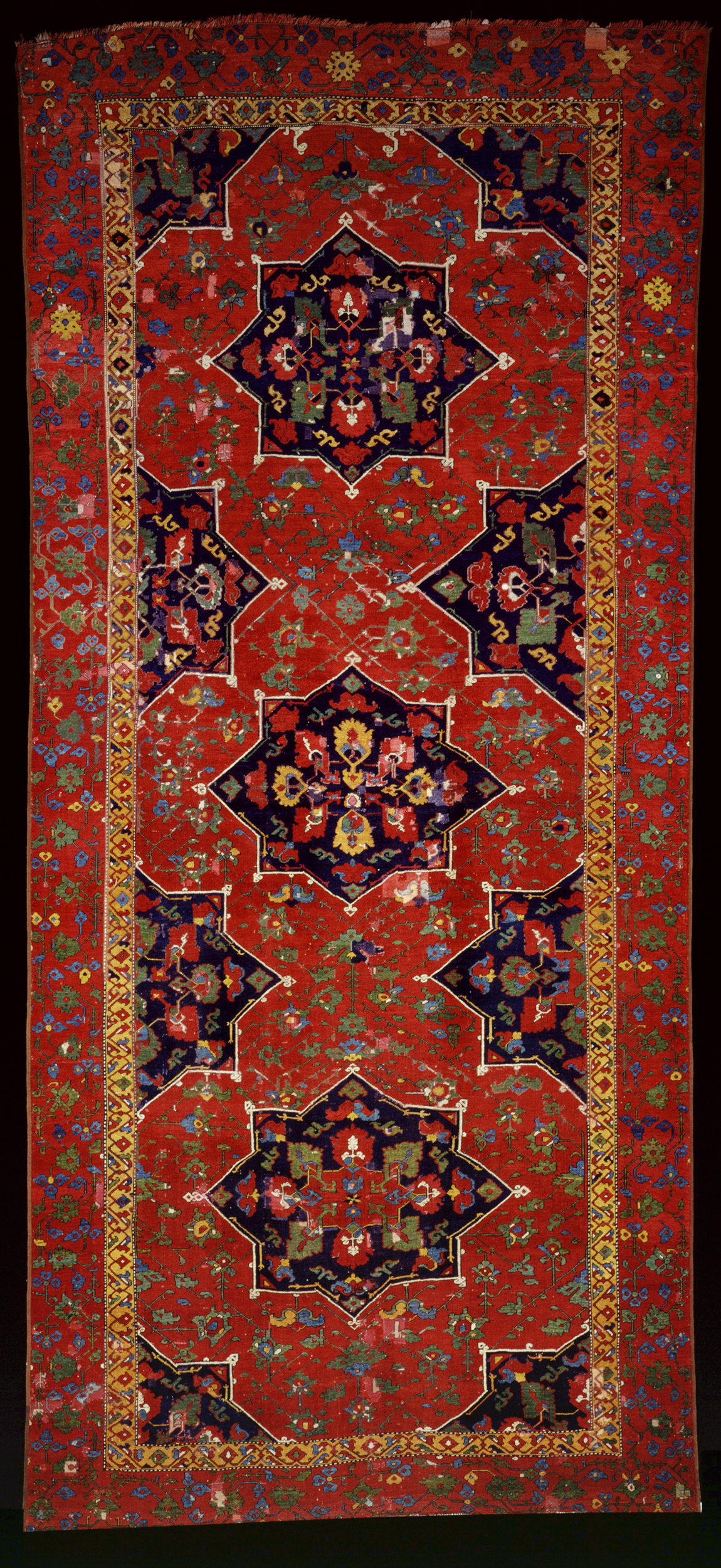
Tapis à médaillons en étoile, Uşak, Turquie, fin du XVe ou début du XVIe siècle
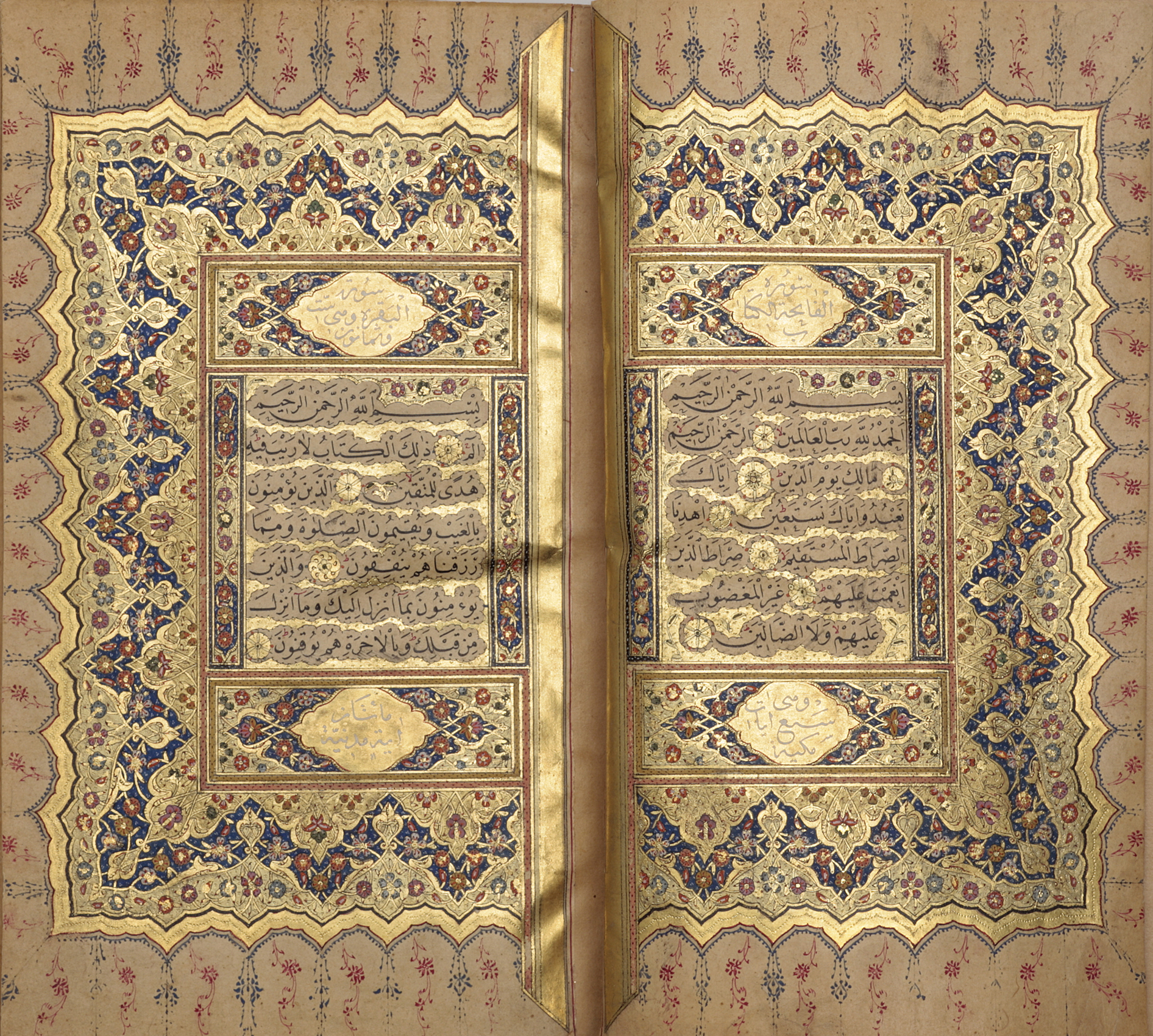
Coran en un seul volume, Istanbul, 1778 apr. J.-C.
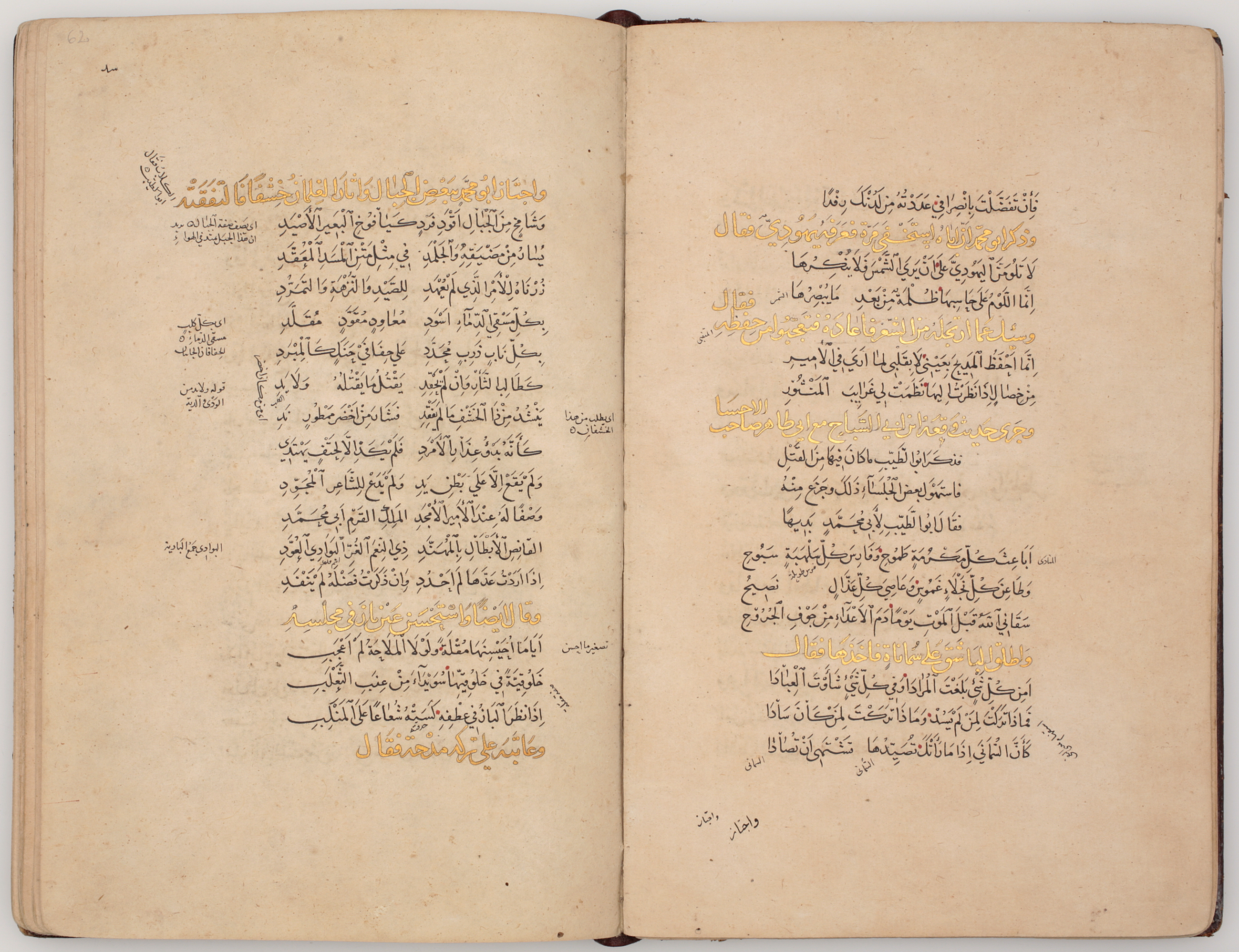
Le dīwān (recueil complet de poèmes) d’Al-Mutanabbi
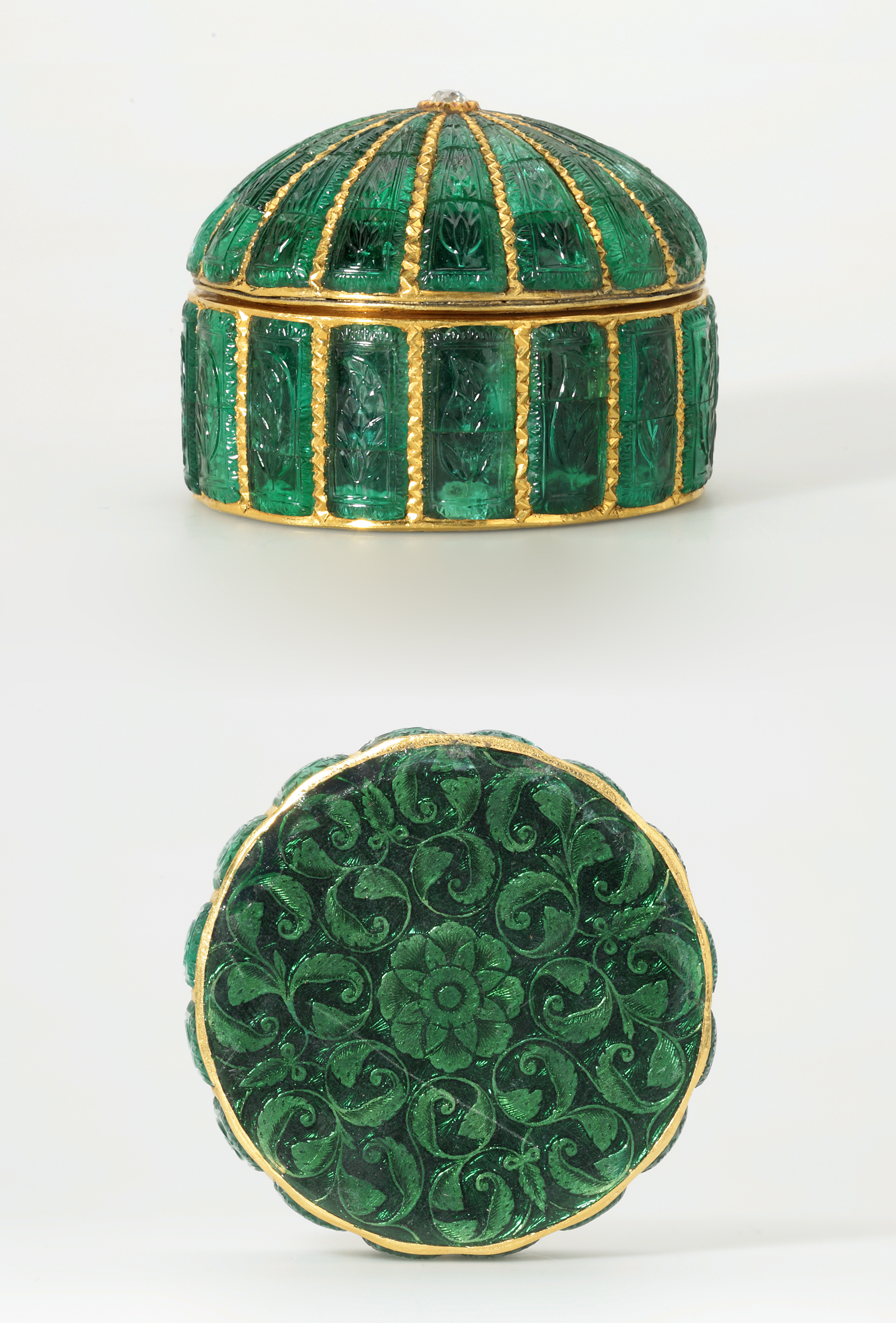
Boîte ornée d’émeraudes, Inde moghole, vers 1635
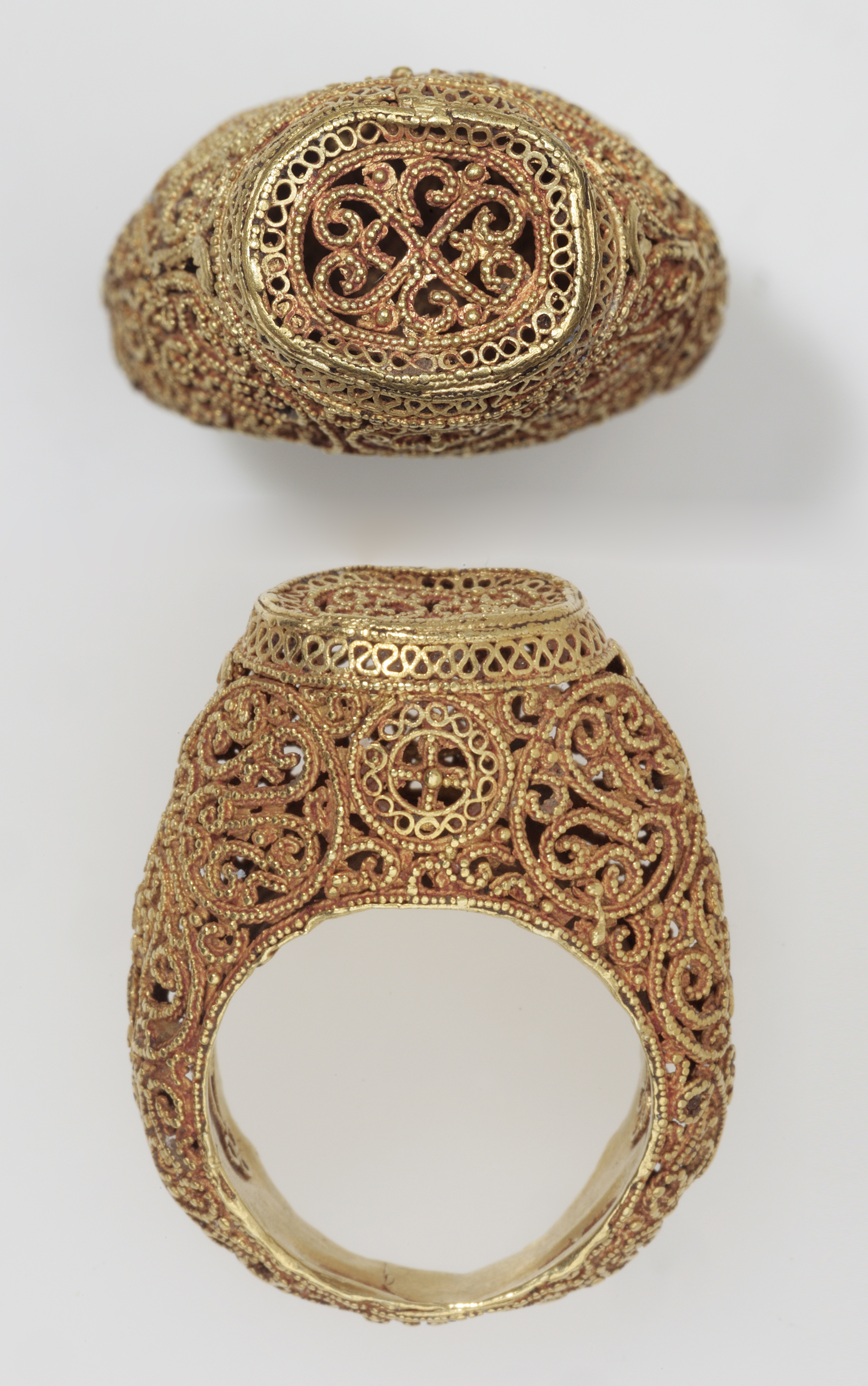
Anneau d’étrier, Égypte ou Syrie fatimide, XIe–XIIe siècle
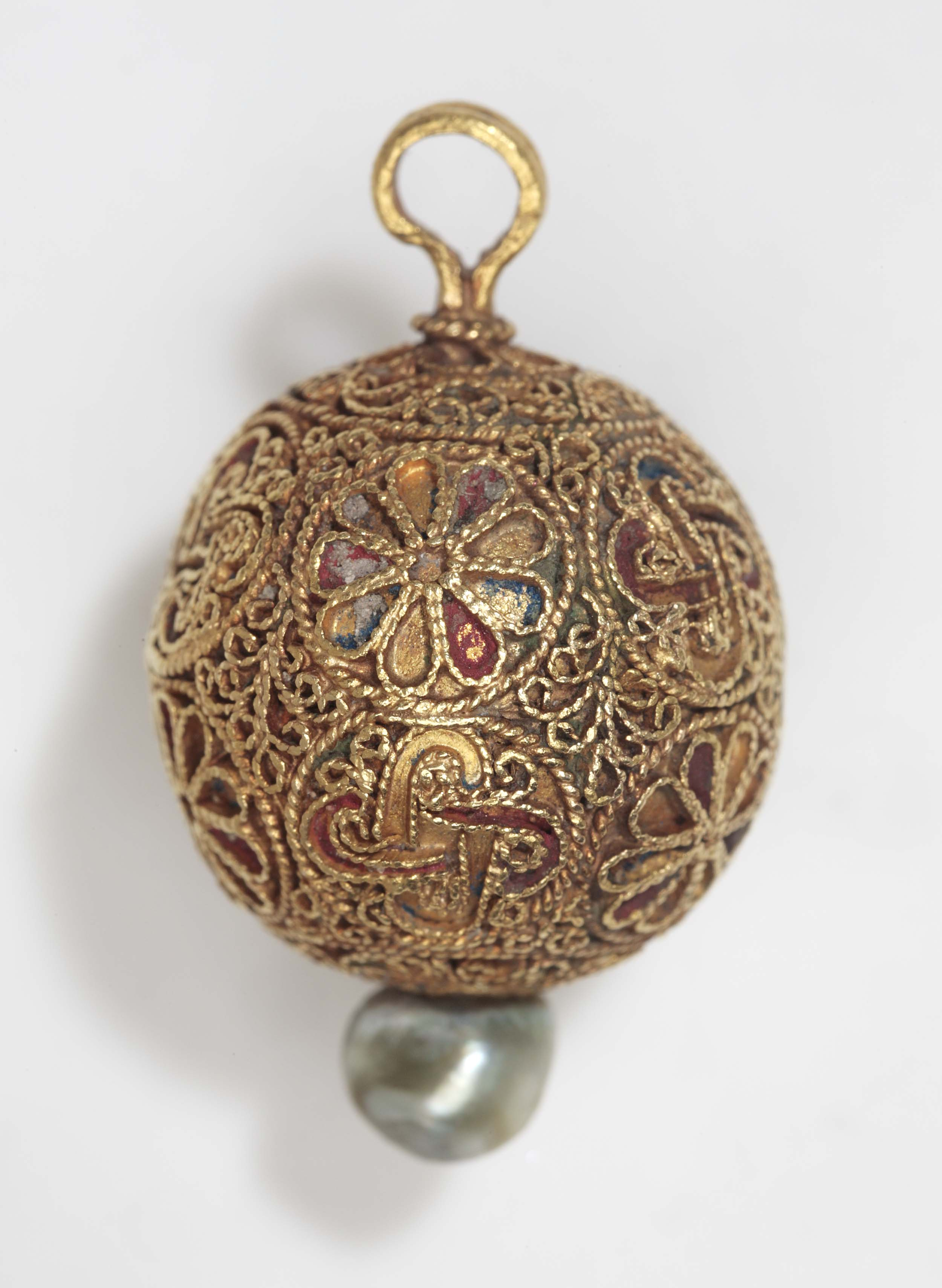
Bouton, sud de l’Espagne, XIVe–XVe siècle
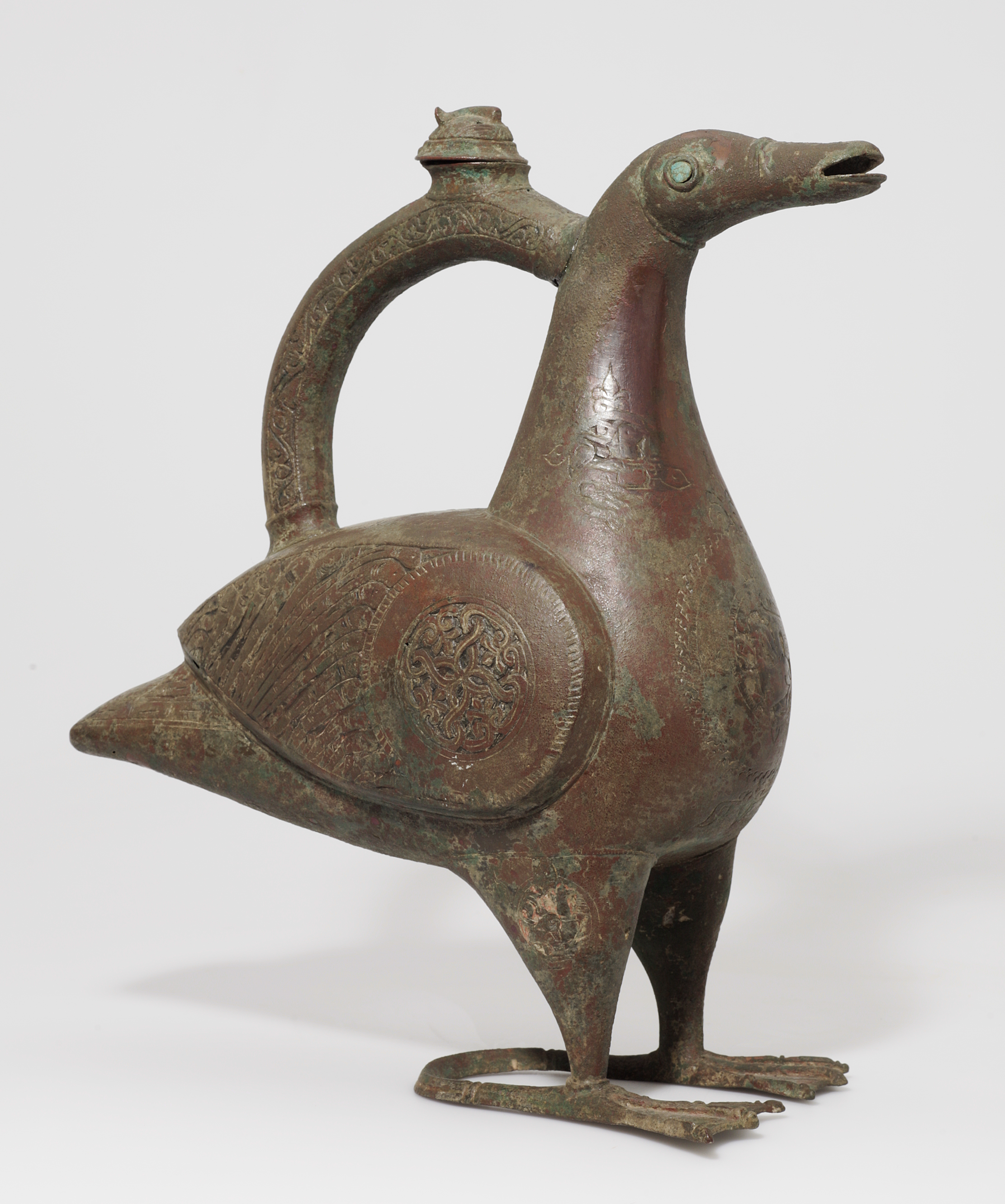
Aquamanile en forme d’oie, Iran, XIIe siècle
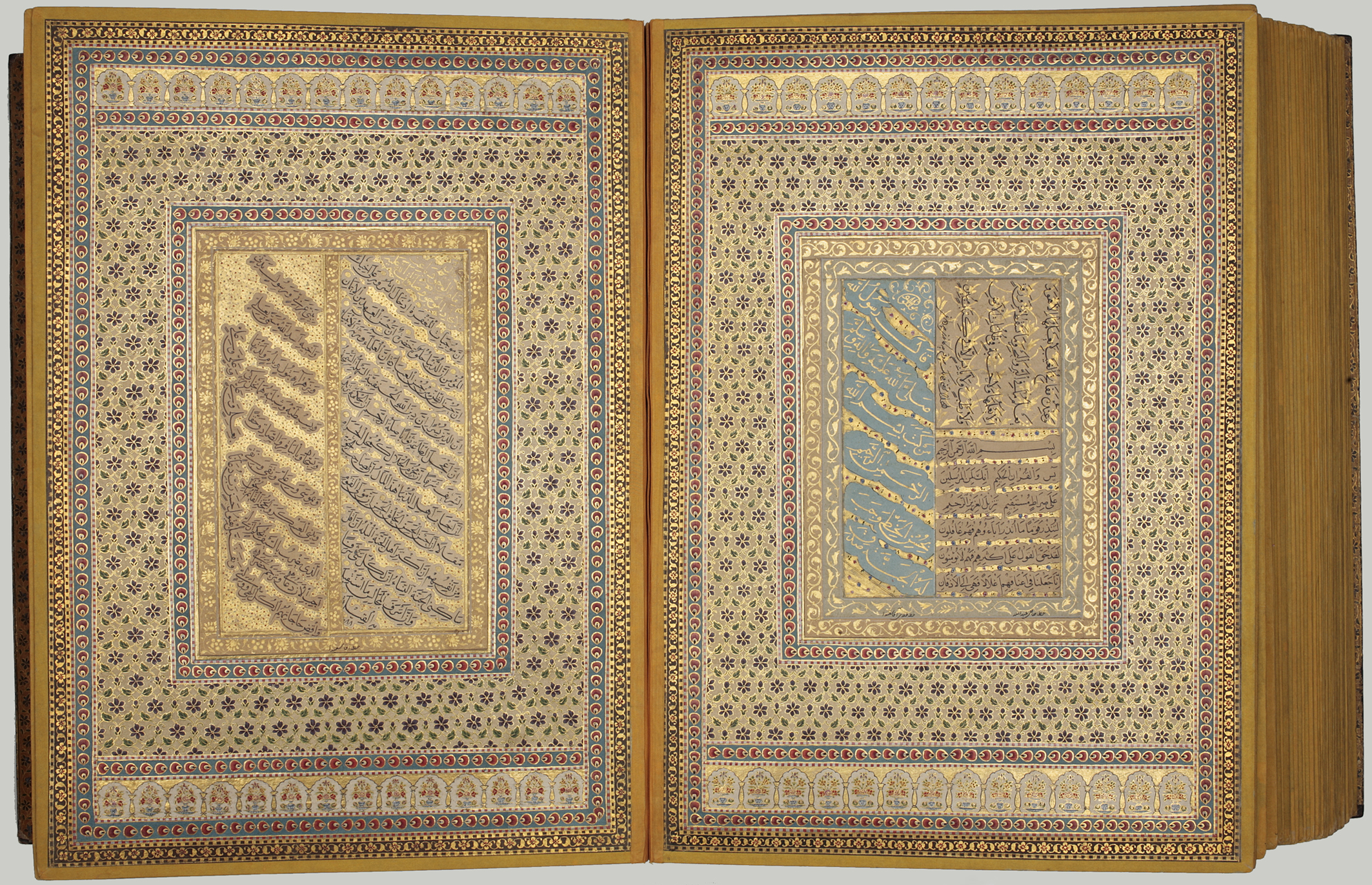
Album de calligraphie, Inde, fin du XVIIe siècle
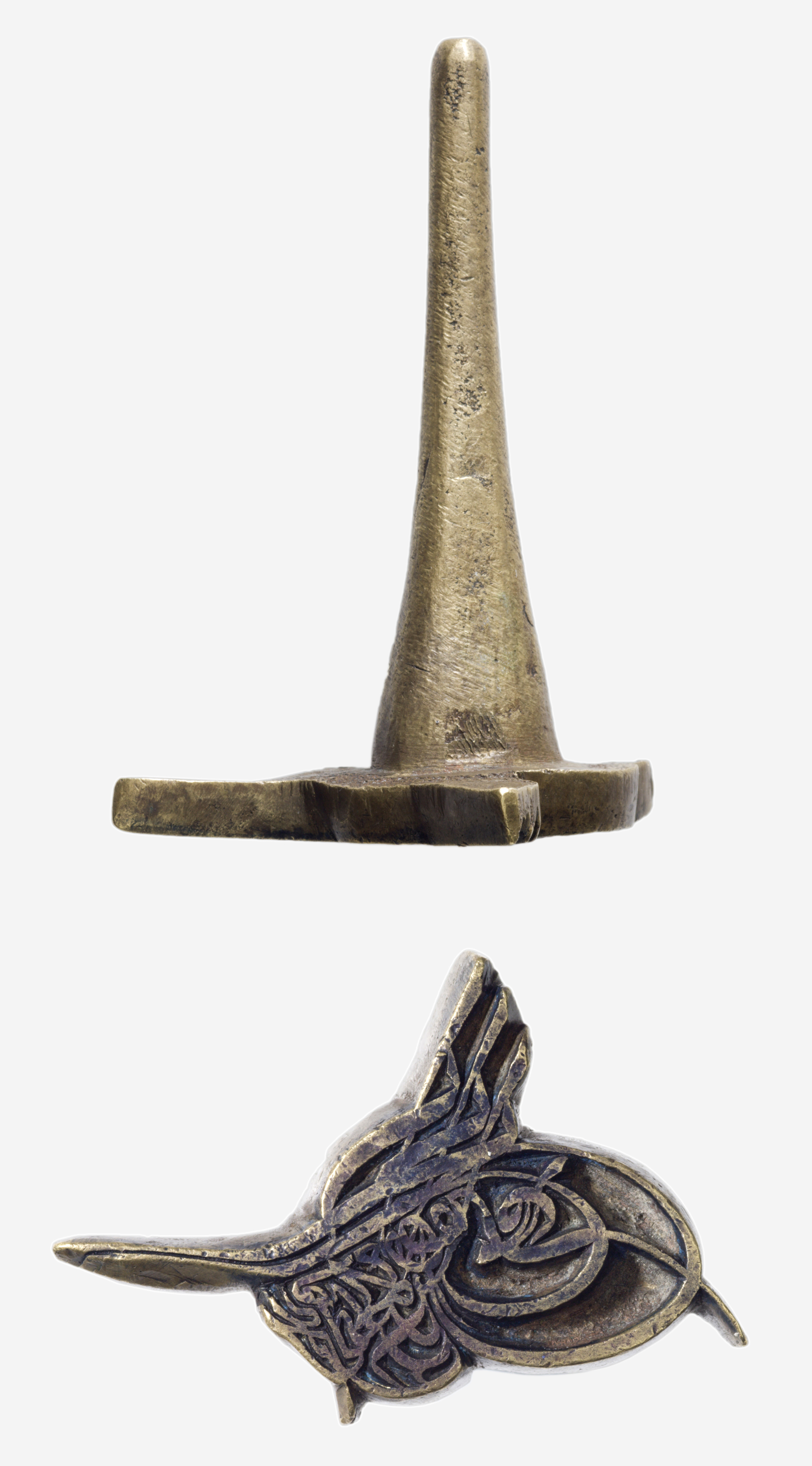
Sceau du sultan ottoman Abdülaziz, Empire ottoman, 1861–1876
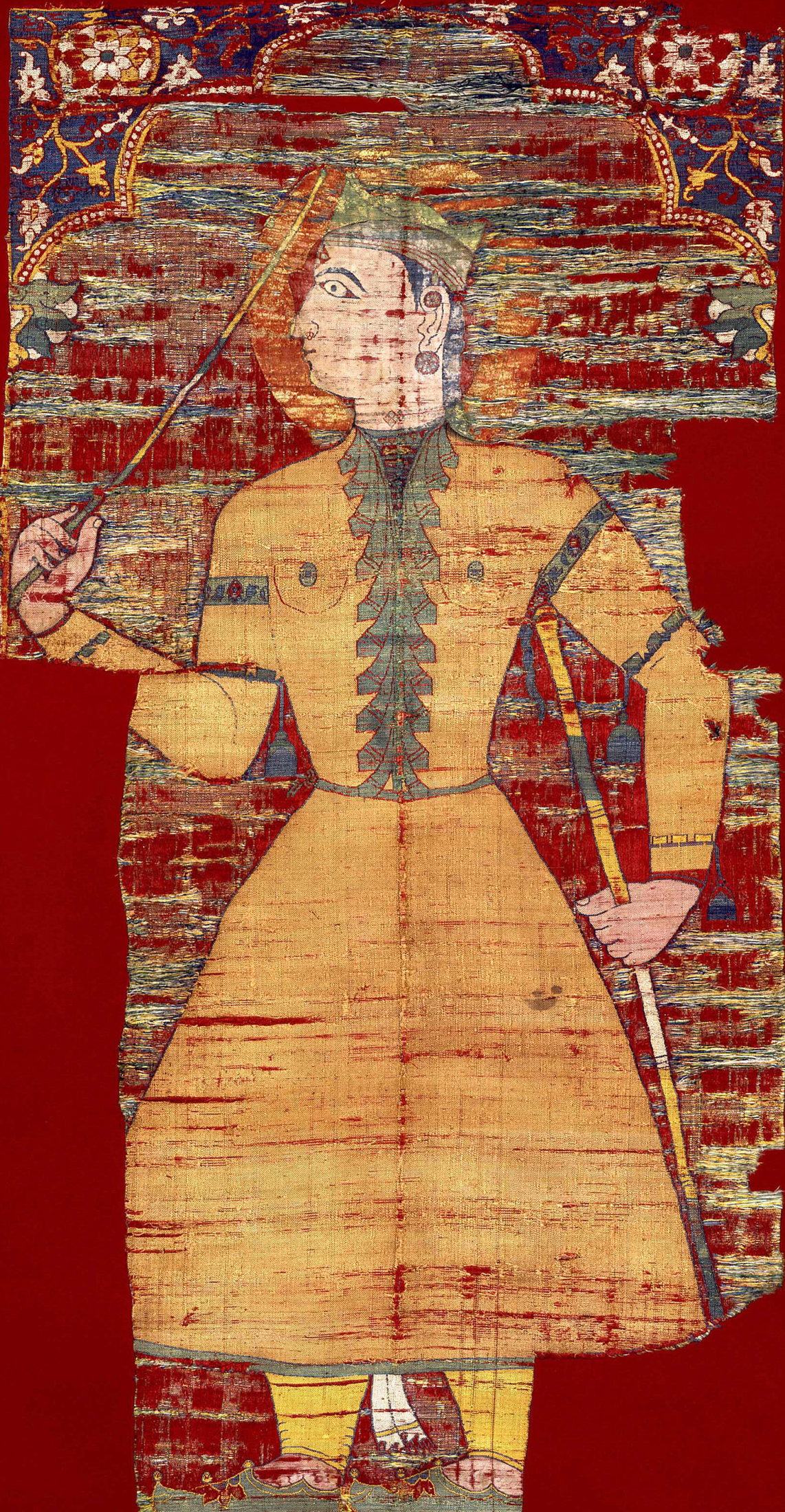
Panneau de tente avec figure féminine debout, cour d’Akbar, fin du XVIe siècle
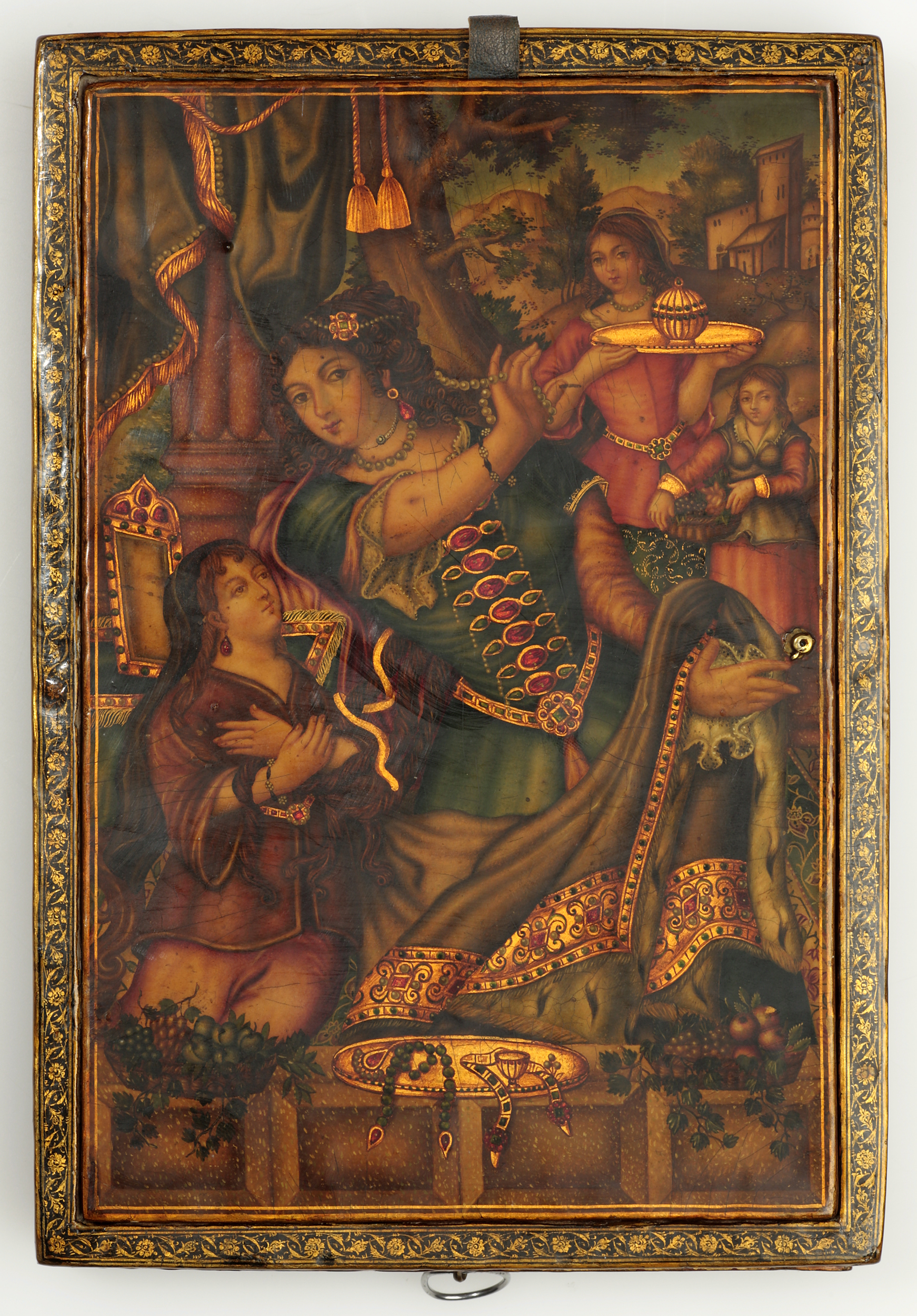
Étui d’instrument laqué, Ispahan, 1772 apr. J.-C.
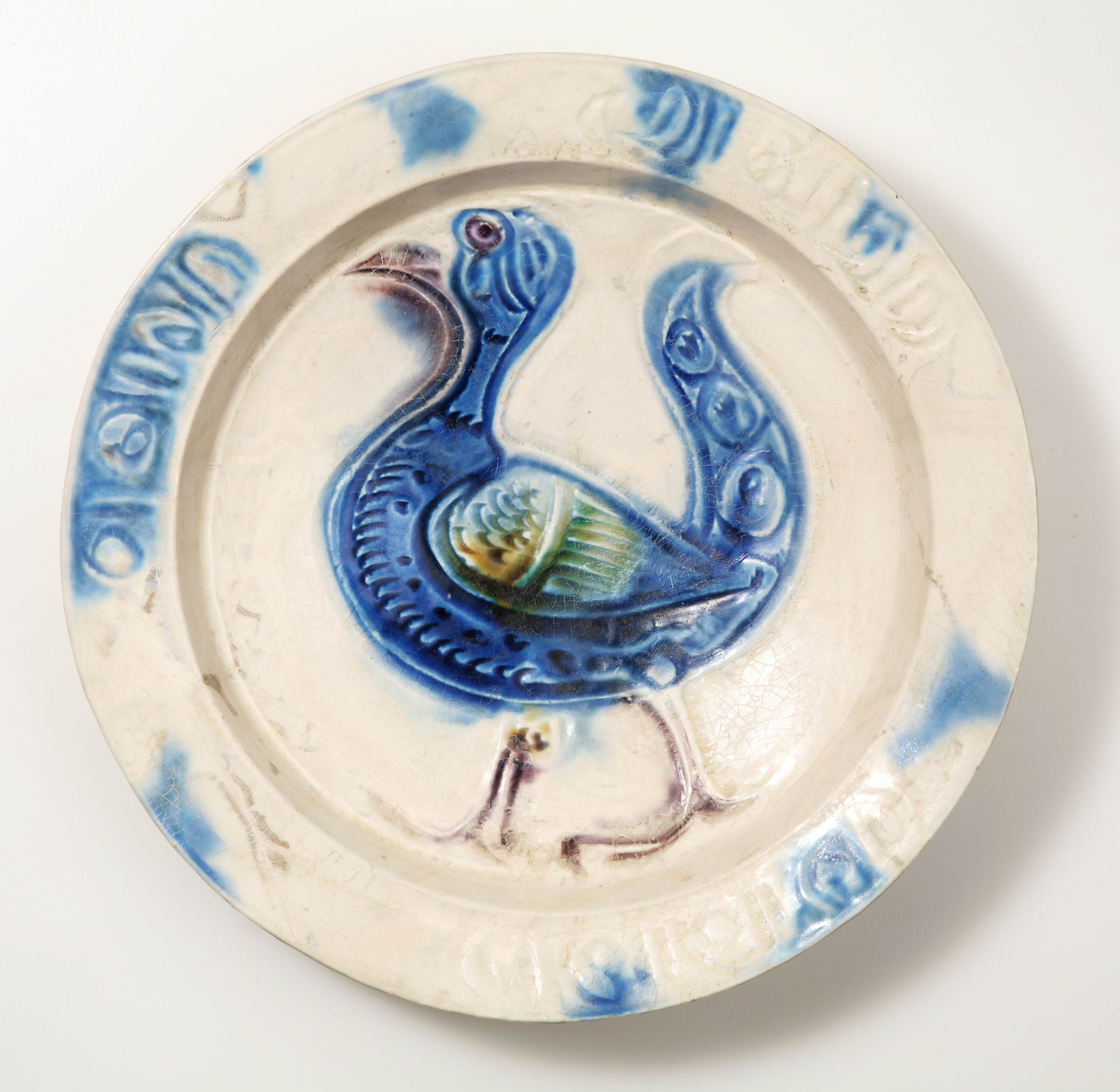
Plat en pâte de pierre (céramique *laqabi*), Syrie, vers 1200
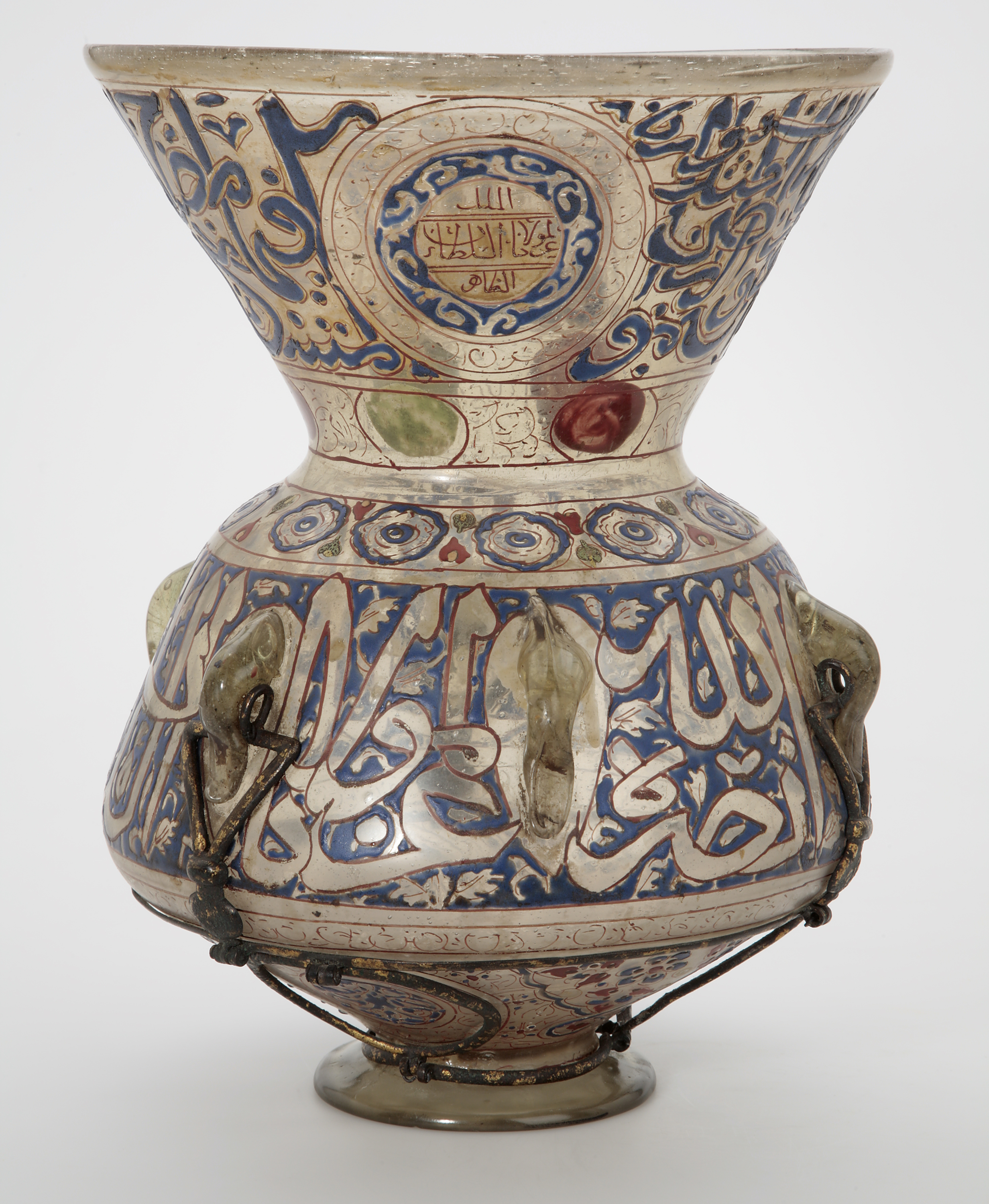
Lampe de mosquée, Égypte, vers 1385 apr. J.-C., verre soufflé décoré à l’or et à l’émail vitrifiable
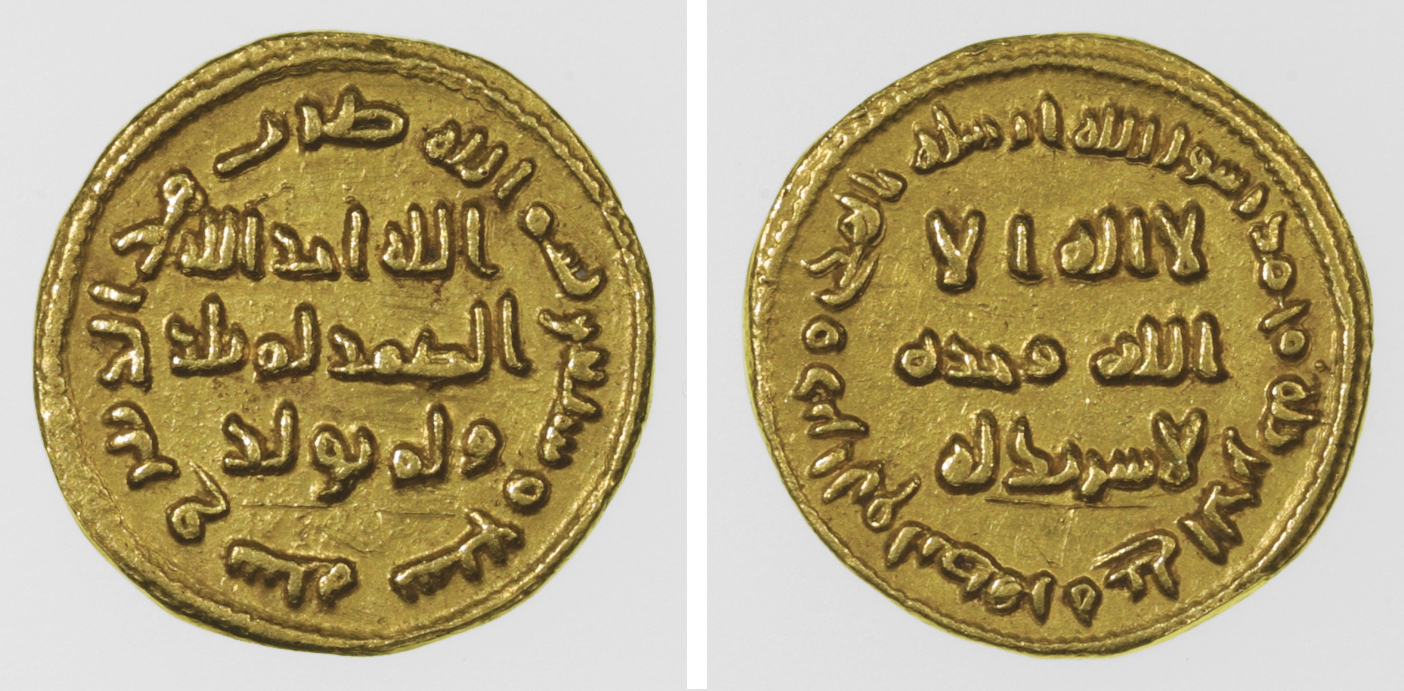
Omeyyade — dinar d’or daté de 77 AH (697 apr. J.-C
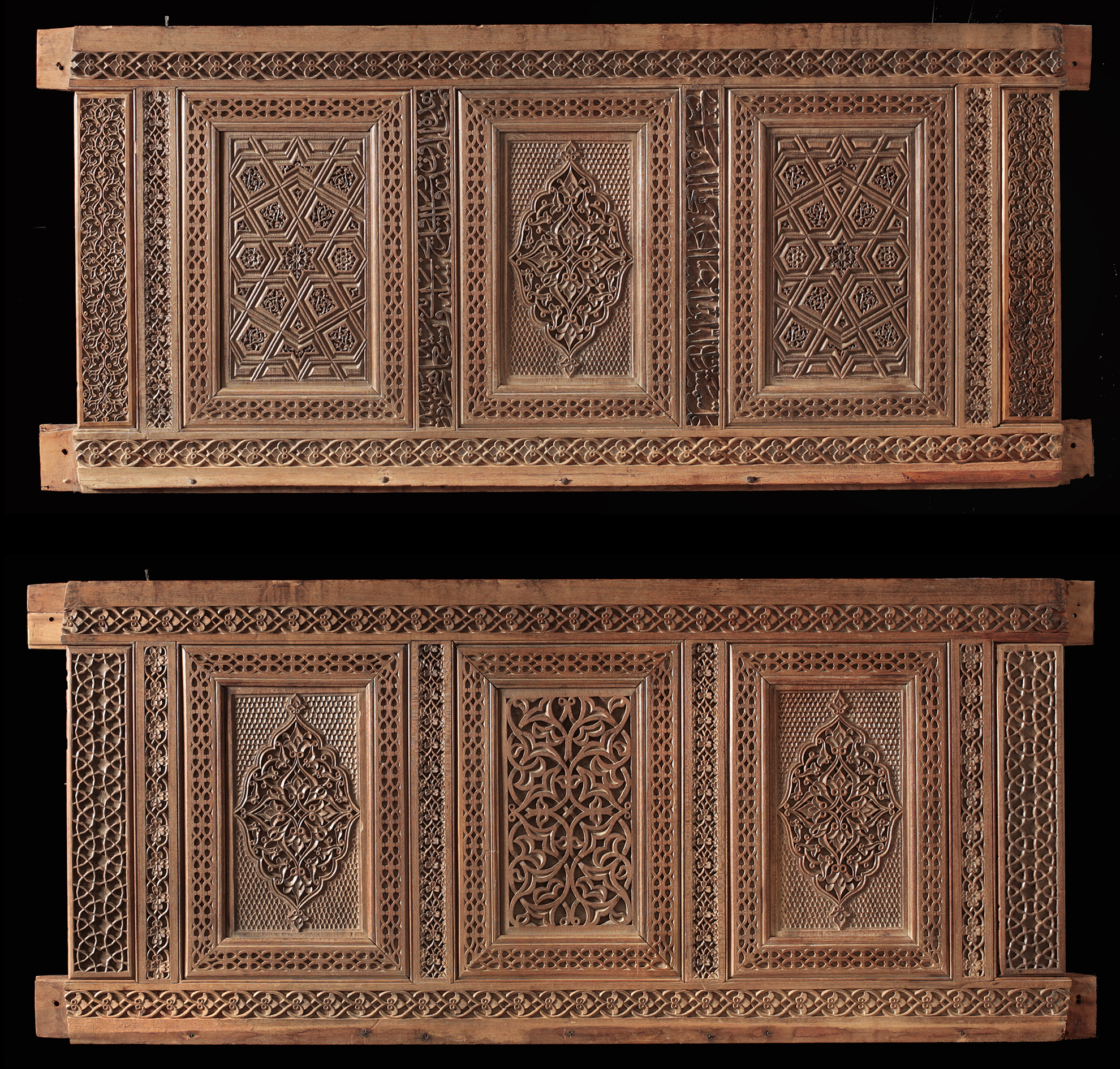
Cénotaphe, Iran, 1496–1497 apr. J.-C.
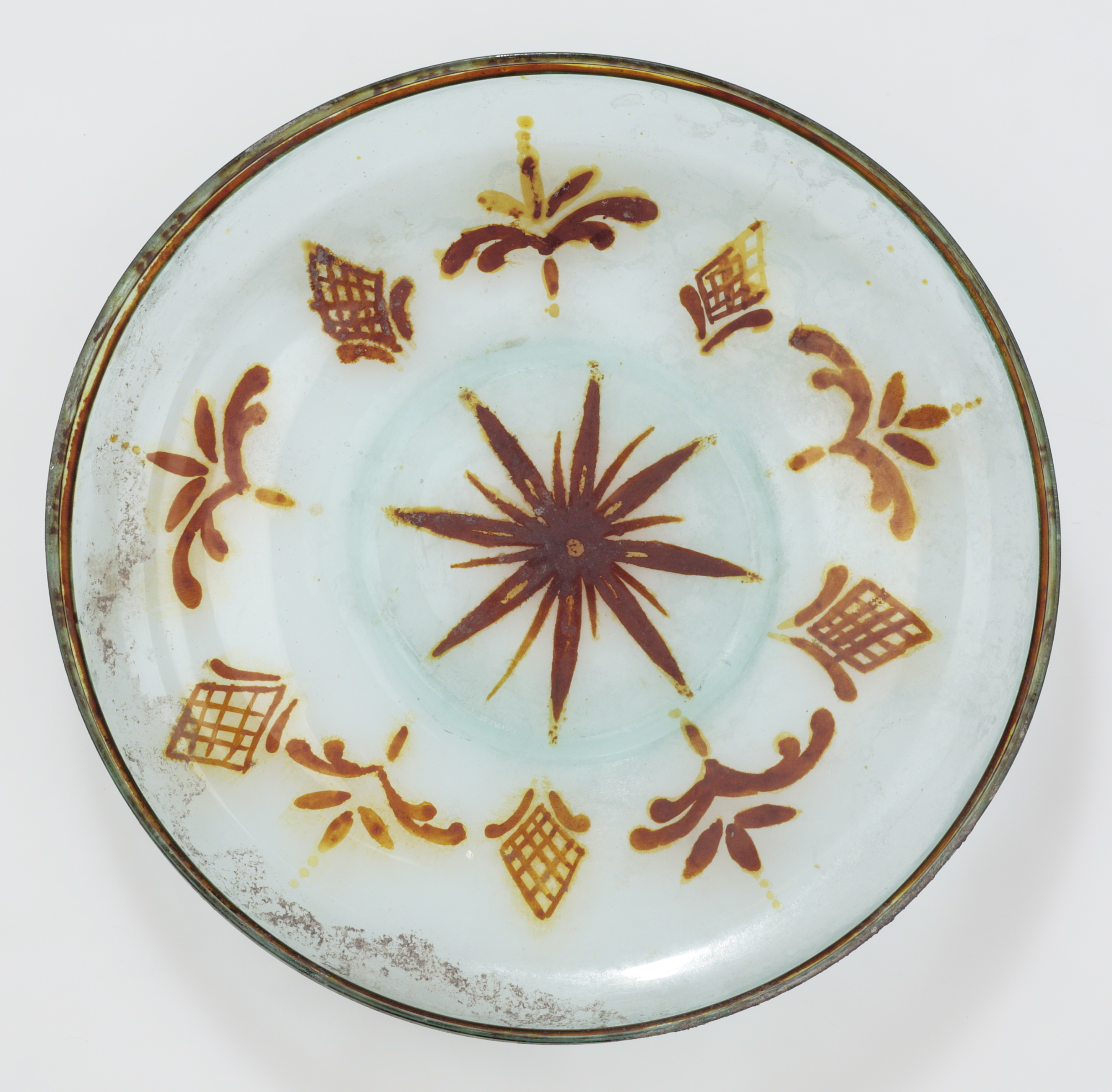
Plat en céramique lustrée décoré d’inscriptions en coufique, probablement Égypte, VIIIe ou IXe siècle
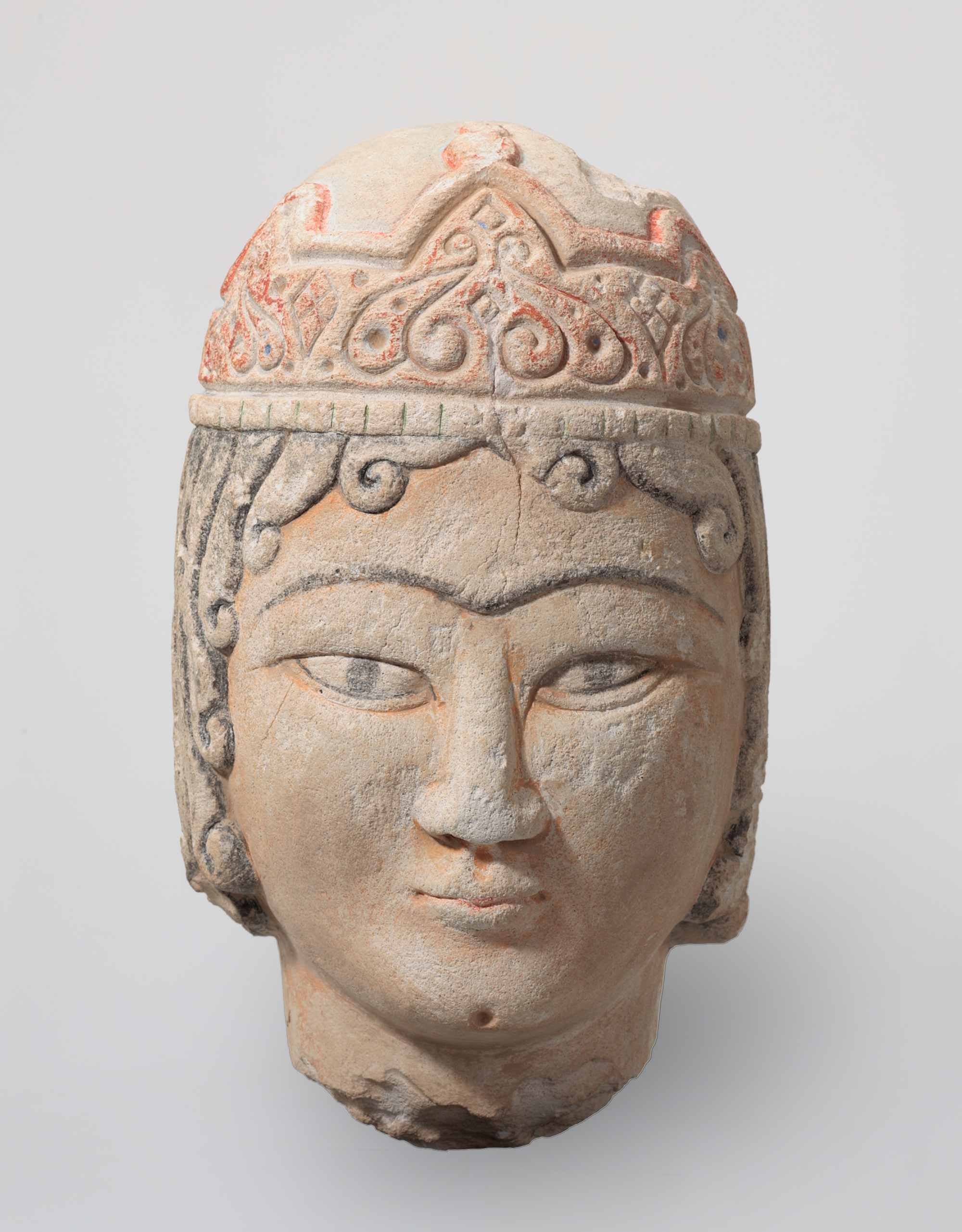
Tête couronnée, Asie centrale, VIIIe ou IXe siècle
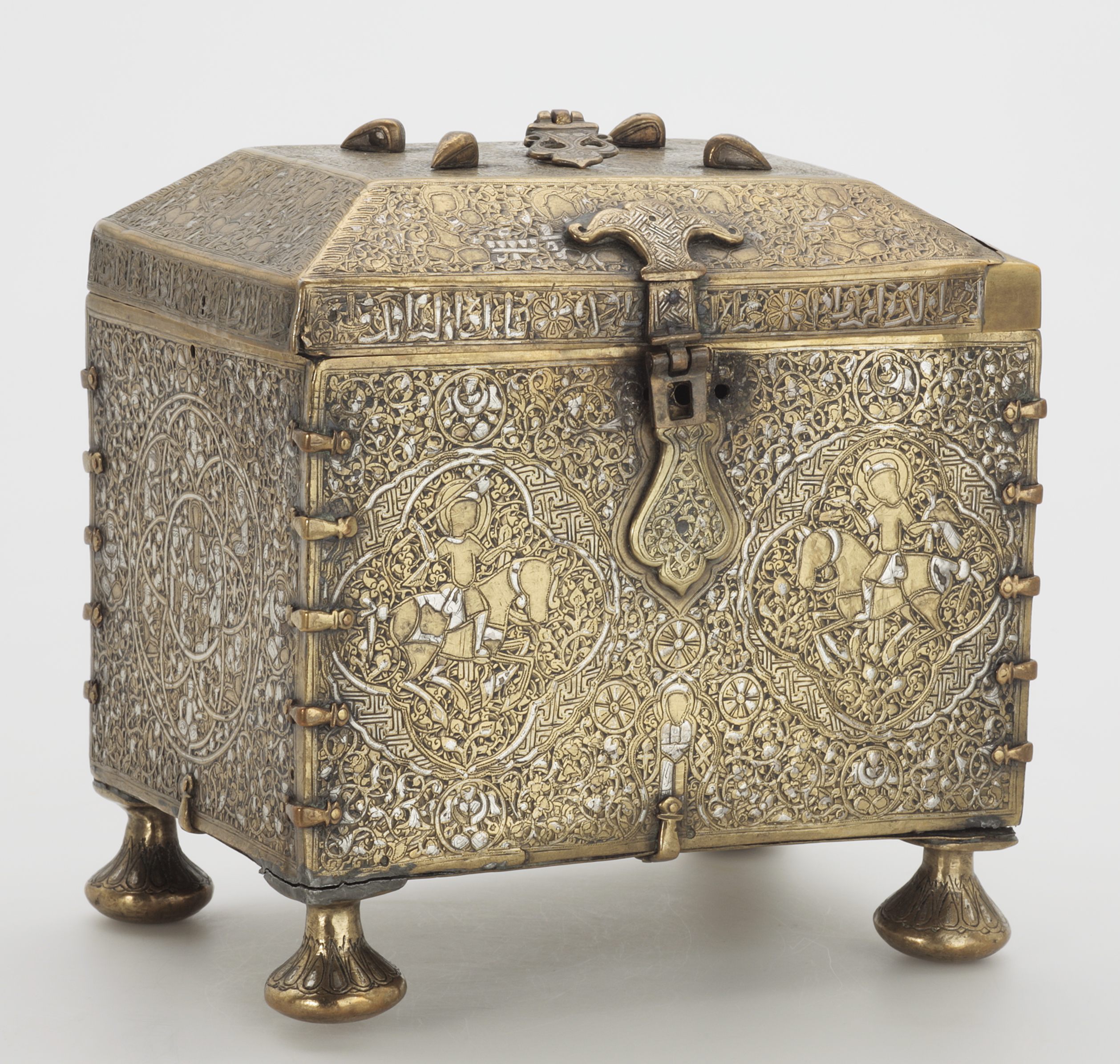
Coffret avec vestiges d’une serrure à combinaison, Région du Djezireh (Syrie), début du XIIIe siècle
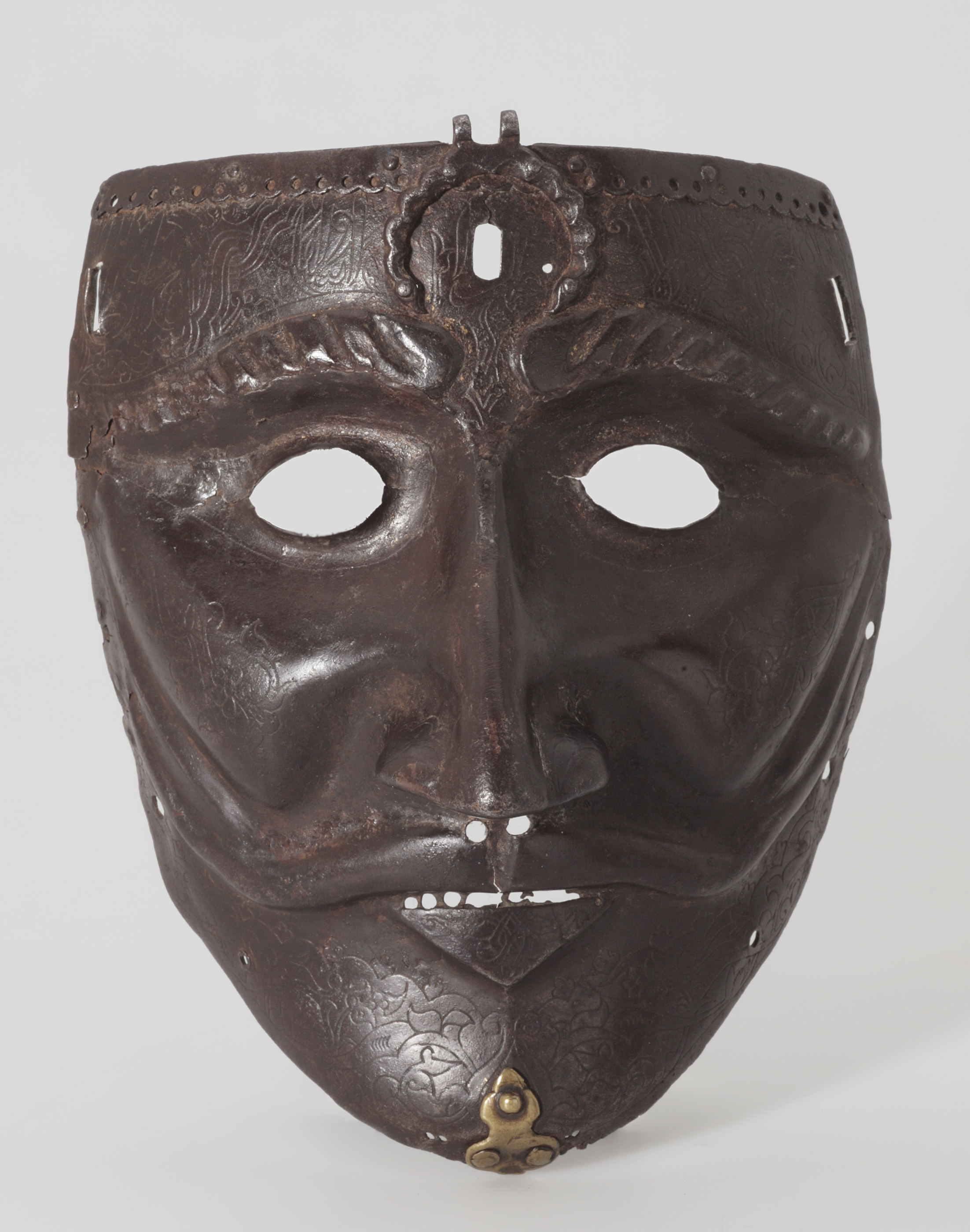
Masque de guerre en fer et en acier, Anatolie ou Iran occidental, fin du XVe siècle
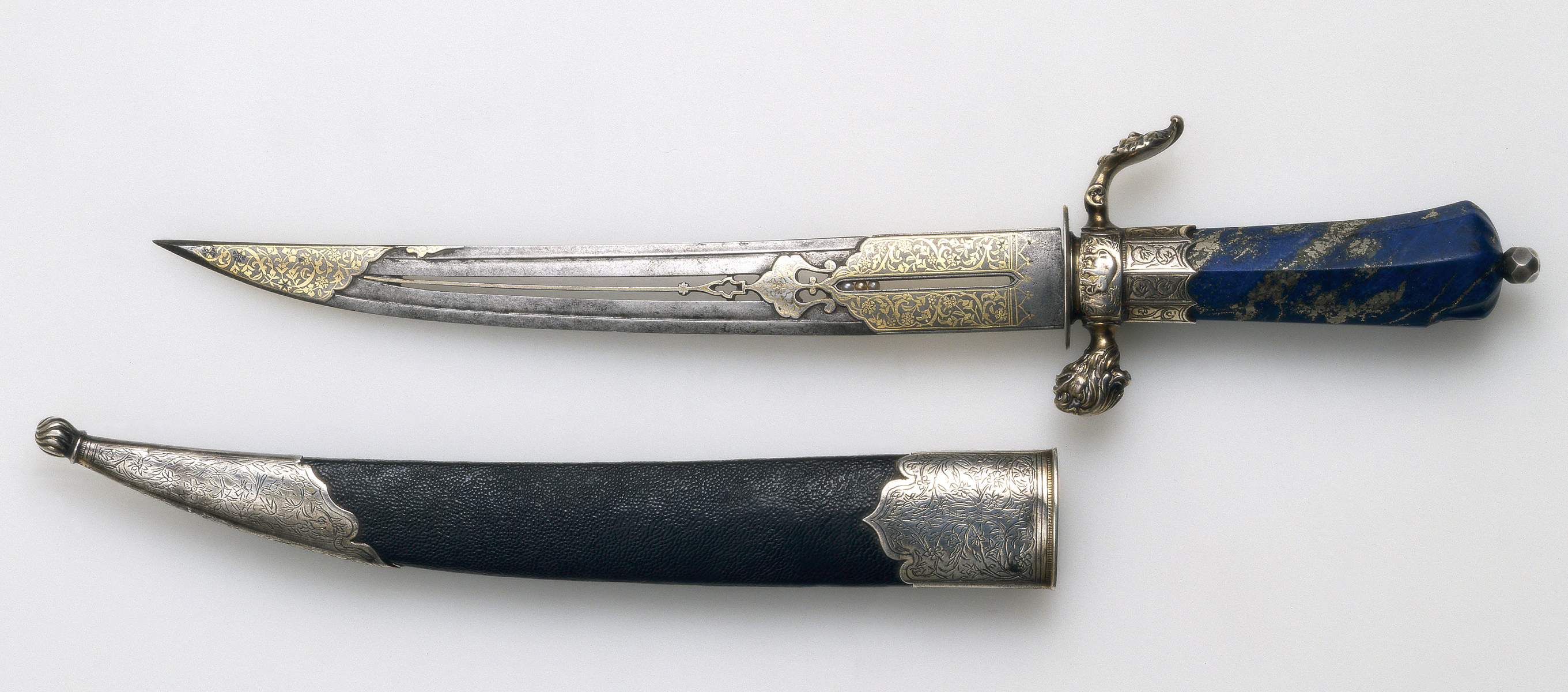
Dague et fourreau avec lame en acier damasquinée à l’or, Empire ottoman, 1540–1550
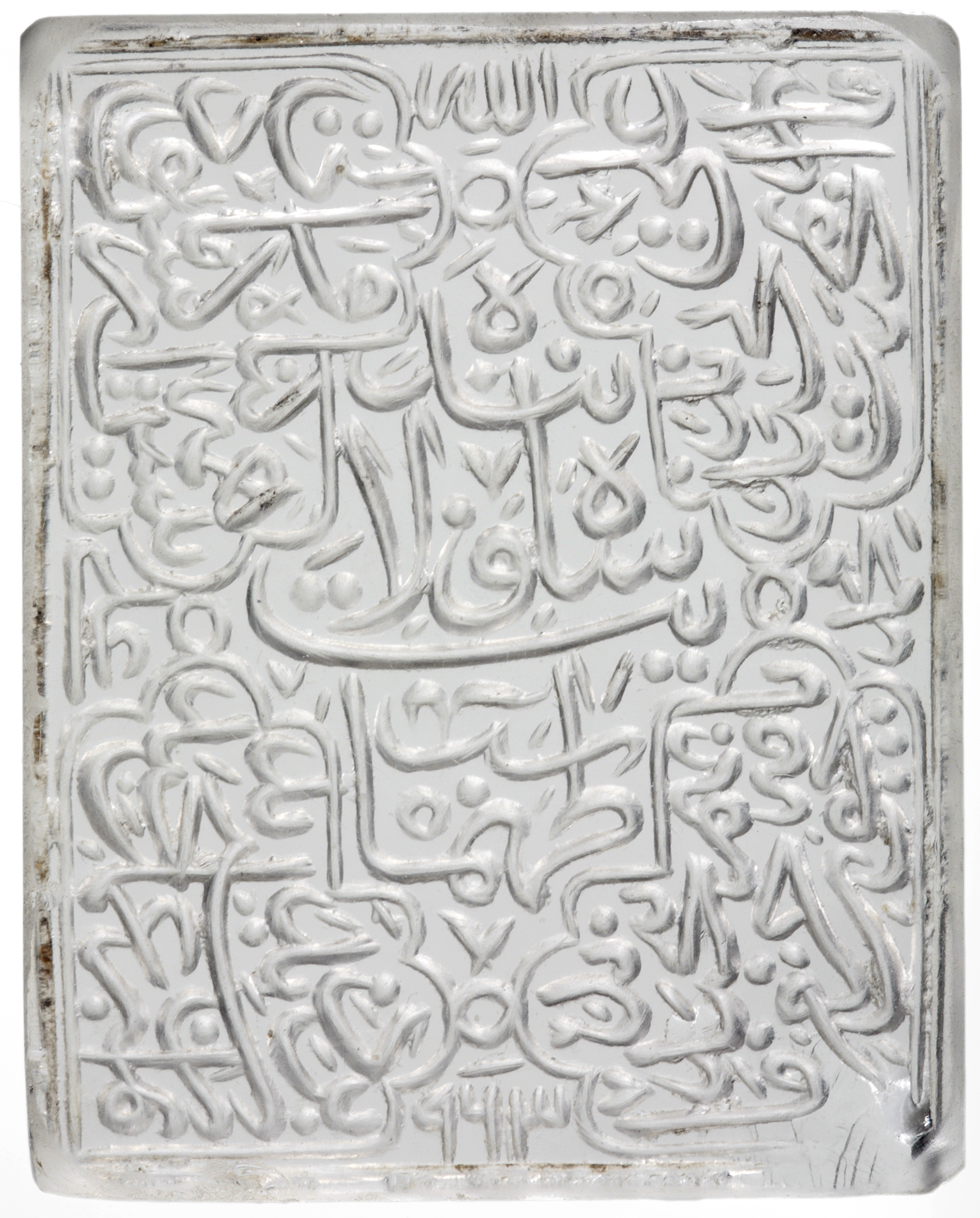
Sceau de Tahmasp Ier gravé dans un cristal de roche parfait, 1555–1556
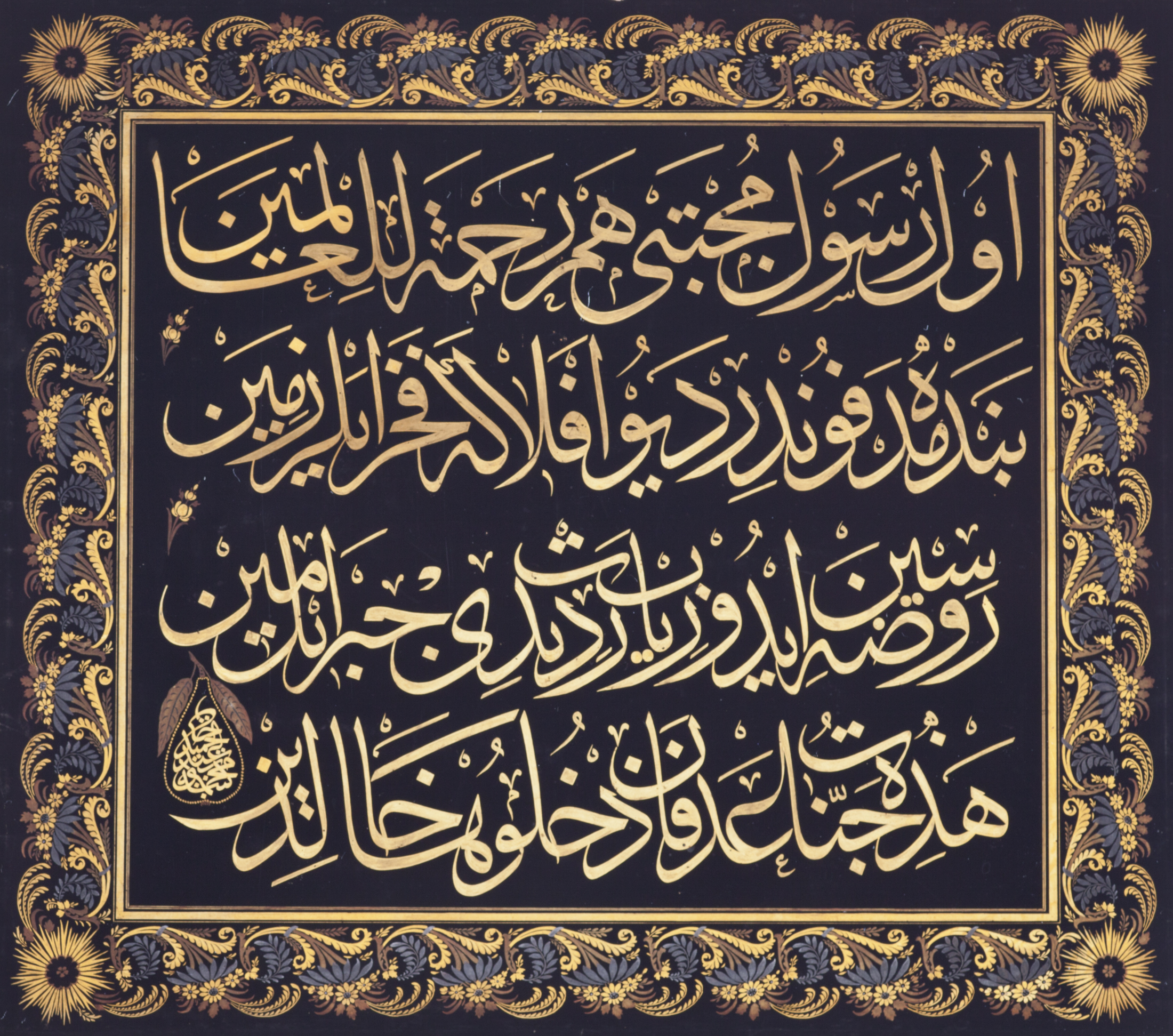
Poème à la louange du prophète Mahomet, calligraphié et signé par Mahmoud II, début du XIXe siècle